# F-2 (航空機)
F-2
2機で編隊を組んで飛行するF-2戦闘機
（2016年2月1日撮影）
- 用途：戦闘機
- 分類：戦闘機[注釈 1]
- 設計者：三菱重工業、ロッキード・マーティン
- 製造者：三菱重工業
- 運用者： 日本（航空自衛隊）
- 初飛行：1995年10月7日（XF-2A）
- 生産数：94機（他に試作機4機）
- 運用開始：2000年10月
- 運用状況：現役
- ユニットコスト：約112億-119億円（推定）[1][2][3]
- 原型機：F-16 ファイティング・ファルコン

F-2（エフツー / エフに）は、日本の航空自衛隊の戦闘機。F-1の後継となる支援戦闘機として、アメリカのF-16をベースに改良および各部大型化を加えて開発された機体で、1995年（平成7年）に初飛行し、2000年（平成12年）から部隊配備を開始した。
公式な愛称ではないが、「平成の零戦」や「バイパーゼロ」､「Viper Zero」などと呼ばれることもある。

## 概要

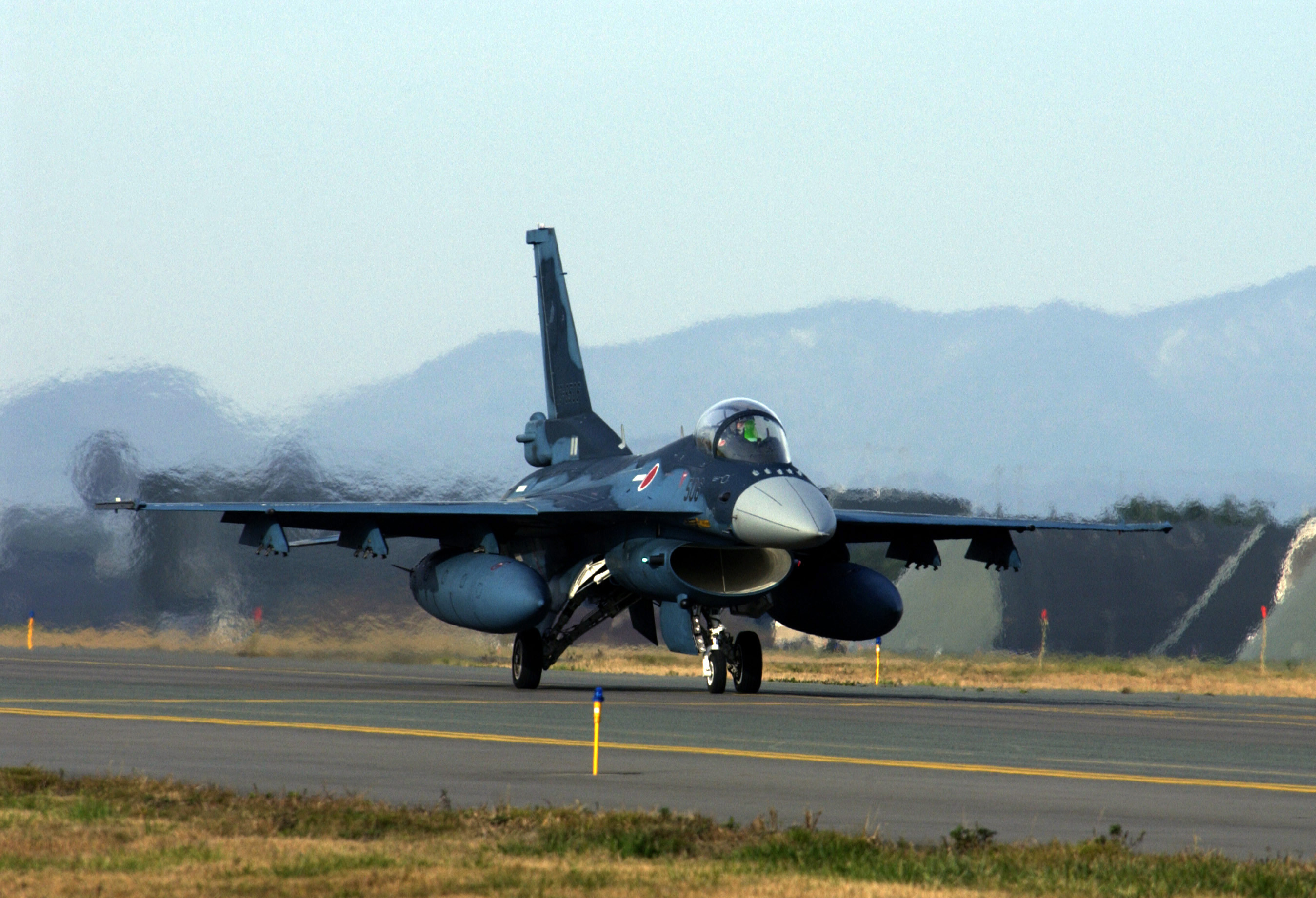
三沢基地の誘導路を進む第3飛行隊所属のF-2A

第4.5世代ジェット戦闘機に分類される航空自衛隊の戦闘機である。F-16を大型化した機体に500㎏級空対艦ミサイルを最大4発搭載可能である。当初はF-1と同じく支援戦闘機（実態は攻撃機）に分類されていたが、のちに「要撃」「支援」の区分が廃止されたため、F-2戦闘機と表記される。その性能や用途から、戦闘爆撃（攻撃）機やマルチロール機に分類される場合もある。ロッキード・マーティン社では『F-2 Support Fighter』と表記し、『multirole, single-engine fighter aircraft』と解説している。
本機の本開発が始まる以前の「FS-X（次期支援戦闘機）」の段階では国産機開発として計画されていたが、技術的・政治的問題によりアメリカとの共同開発となった。これによりロッキード・マーティン社のF-16多用途戦闘機をベースとし、三菱重工業を主契約企業、ロッキード・マーティンなどを協力企業として開発されることになった。
ベースとなったF-16からの大型化にともなう重量増を軽減するために、本機では炭素繊維強化複合材による一体構造の主翼を採用している。また、アクティブフェーズドアレイレーダーを搭載し、CCV研究機T-2CCVにより蓄積された国産技術によるデジタル式フライ・バイ・ワイヤ (FBW) を飛行制御に用いる。
94機調達し、量産機一機当たりの調達価格は約112-119億円と言われている。支援戦闘飛行隊の存在する百里基地の第7航空団や築城基地の第8航空団を主に、松島基地の第4航空団など教育関係の部隊へも配備され、支援戦闘任務だけでなく要撃任務にも従事している。

## 開発経緯
F-2の開発は当時の日米貿易摩擦などに端を発するアメリカ合衆国との政治的問題が絡み、当初のエンジンの輸入（ライセンス生産）を前提とした国産開発から、F-16 戦闘機をベースとした日米共同開発へと推移した。米国は後部胴体と左主翼のみを生産。

### 共同開発までの推移

#### 次期支援戦闘機開発計画
1982年（昭和57年）7月、国防会議において「昭和56年度中期業務見積」（56中業）が了承され、この中に初めて「次期支援戦闘機 (FS-X) 24機の整備」が盛り込まれた。F-1の後継機が昭和65年度（1990年度）より必要とされたからである。

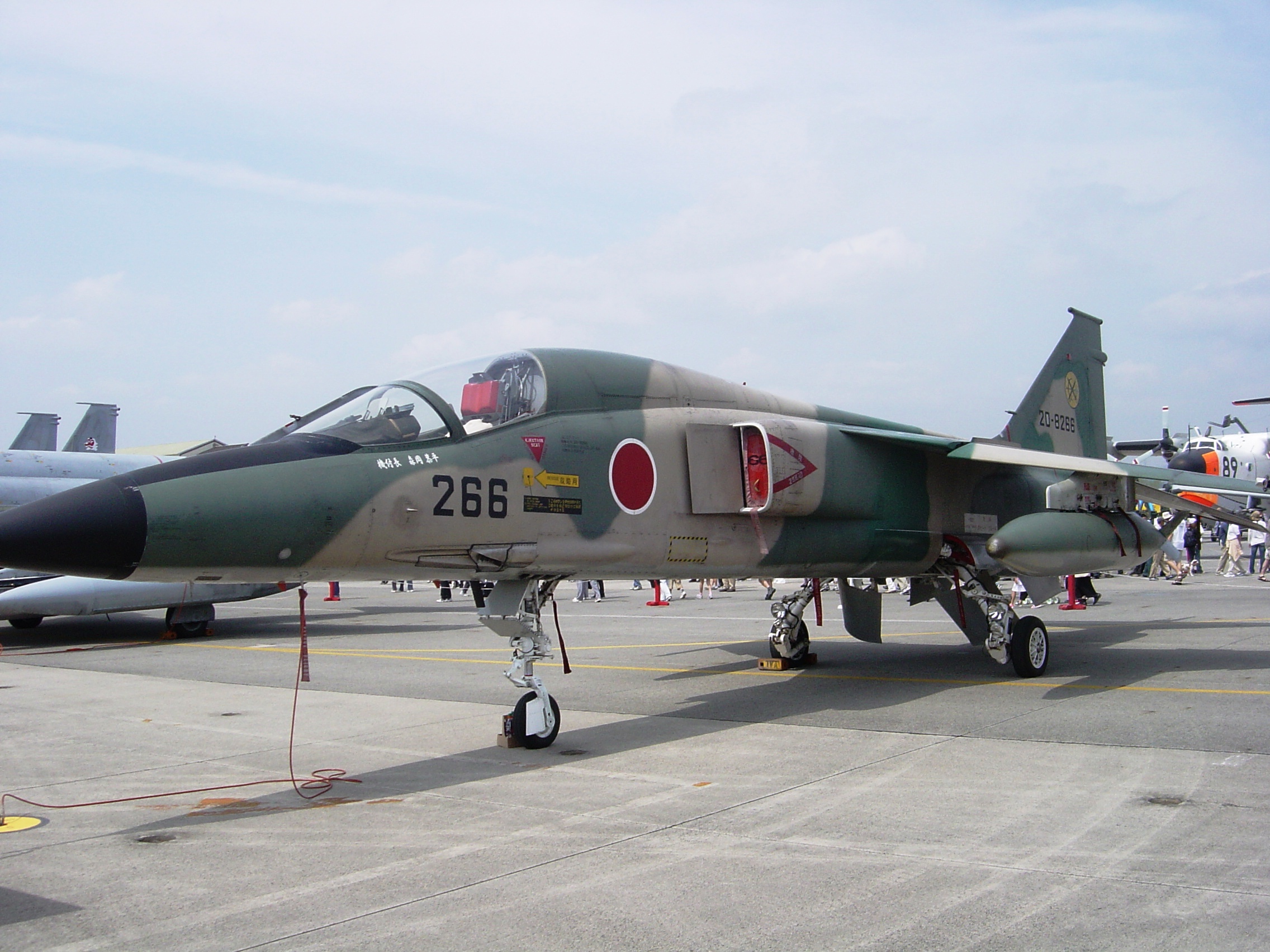
国産のF-1支援戦闘機

日本における「支援戦闘機」隊の誕生は、F-104J/DJの整備により余剰となったF-86Fを再編制したことが始まりである。F-86Fは供与機180機とライセンス生産機300機の計480機を取得しており、供与機から45機を返還したほど過多であって、この問題に対処するために「支援戦闘機」隊が生まれたのである。最盛期の1965年（昭和40年）にはF-86F、F-86D、F-104J/DJあわせて19個飛行隊が存在し、このうちF-86Fは10個飛行隊を編成していた。
「支援戦闘機」の部隊としての「指定」は北部航空方面隊、中部航空方面隊、西部航空方面隊に各1隊ずつ行われたが、これらのF-86F飛行隊は支援戦闘飛行隊として再編制されたわけではなく、要撃戦闘飛行隊に「支援戦闘飛行隊としての任務を付与」する体裁をとっていた。つまり、あくまで本業は要撃戦闘であり、支援戦闘機部隊としての指定を受けていても対領空侵犯措置任務は継続して行っていた。この部隊数が1976年（昭和51年）10月に閣議了承された、平時における日本の防衛力を定めた「防衛計画の大綱」（防衛大綱）において決定された「支援戦闘機隊3個・所要機数約100機」の根拠となった。
もともと、F-1の耐用年数は3,500時間とされており、1990年（昭和65年：改元後平成2年）に最初の飛行隊が維持できなくなるとされ、56中業で後継機のFS-Xの調達が計画された経緯がある。しかし、それではFS-Xの国産には時間が足りなかった。そのため、1984年（昭和59年）12月、F-1の強度再検討より耐用年数が延長可能（4050時間まで）という報告がなされた。オイルショックの影響などにより、年間飛行時間が当初の見込みより少なかったこともあわせて、F-1の就役期間が当初の予定より延びて昭和72年（改元後平成9年：1997年）度となり、選定から配備まで10年の時間がとれることが見込まれた。
防衛庁は、F-1開発完了直後の1978年（昭和53年）から次期国産戦闘機を睨んで、運動能力向上機 (CCV)、コンピュータ支援による航空機設計システム、将来火器管制装置、戦闘機搭載用コンピュータ、5トン級戦闘機用エンジン等の研究を、予算を計上し研究開発を進めていたが、F-1の退役時期寿命見直しにより、その開発成果を戦闘機として実現する目処が立った。

#### 国産派の受注活動
三菱重工業の首脳陣が「FS-X」の研究開発に懸ける意気込みは只ならぬものがあった。これに対して、アメリカ側では「三菱が航空機産業というニュービジネスへの挑戦を目論んでいるため」という見方がもっぱらであったが、一方で「戦前戦中に零式艦上戦闘機や戦艦『武蔵』を生み、戦後復興や高度経済成長を牽引してきた三菱は『日の丸戦闘機』が再び大空を舞うことを夢見ているのではないか」という見方もあった。実際は、三菱はこの「FS-X」を単なる一つの商品とは考えておらず、三菱重工の社長・会長を歴任した飯田庸太郎はFS-Xに関して「防衛産業で日本のお役に立てなければ、三菱が存在する意味はない。儲かるからやる、儲からないからやらないではなく、もって生まれた宿命と思っている」と述べている。
F-1の耐用年数の延長報告がなされた直後の1985年（昭和60年）1月に、航空幕僚長から技術研究本部長に対して想定されるソ連海軍の戦力から逆算して下記のような運用要求を提示し「国内開発の可否」が問い合わされた。
- 空対艦誘導弾4発装備した状態で戦闘行動半径450海里を有すること。
- 短距離空対空誘導弾と中距離空対空誘導弾をそれぞれ2-4発装備できること。
- 全天候運用能力を有すること。
- 高度な電子戦能力を有すること。

1985年9月17日の回答は「エンジンを除いて国内開発は可能」というものであった。しかし「対艦ミサイル4発搭載、戦闘行動半径450海里」の「現用機にない」要求とあわせて、このタイミングでの耐用年数のみを理由とした就役期間延長と国内開発可能という回答は、国産戦闘機開発への露骨な誘導と取られ、国会においても追及を受けることとなる。
56中業で定められた「1987年までに24機の調達」（1987年以降の順調な部隊配備のためには、それまでに調達されていなければならない）であれば「外国機の導入」と「現用機の転用」の二択だったものが、その具体的作業が始まる前に10年の余裕が生まれたことから「国内開発」という選択肢が生まれた。1985年（昭和60年）10月、具体的選定作業が始まり、その一環として、米国のジェネラル・ダイナミクス（F-16C・現ロッキード・マーティン）、マクドネル・ダグラス（F/A-18・現ボーイング）、英・西独・伊のパナヴィア（トーネード IDS）に質問書が外務省経由で送付された。
また、この年は三菱重工業と川崎重工業が防衛庁技術研究本部に対し、戦闘機開発に関する研究報告を提出している。ともに双垂直尾翼・エンジンは推力8トン級の双発で「対艦ミサイル4発を装備して450海里の戦闘行動半径」はクリアするとされていた。スペックとしては、現在のF/A-18E/Fに近いが、三菱案はカナードを装備し、川崎案はF/A-18に似たシルエットを持っていた。三菱案（社内呼称JF210）は「航空ジャーナル」1985年6月号に想像図が掲載された。1983年（昭和58年）に初飛行したT-2CCV研究機や、1985年（昭和60年）に初飛行した低騒音STOL実験機「飛鳥」が国内航空技術の発達をアピールしていたのもこの時期である。
防衛庁内の国内開発推進派も三菱や川崎と同調し、CCVや新コンピューターシステムの開発結果を根拠に（開発と実験はFS-Xプロジェクトに間に合わせるために、早期に終了させられ、根拠とされたCCVやコンピューターは、実際には実用に程遠い段階であった。それでも、いくつかの成果を得ることはでき、プロジェクト進展における米国との折衝において、日本側の切り札として有利に働いている）、国内開発をすればどれほど素晴らしい戦闘機が配備できるかを様々なルートから訴えた。

#### 外国機輸入の検討
翌1986年（昭和61年）に外国メーカーに出された質問書への回答が寄せられ始めたが、内容の不備や、国内企業の示した（持たせられる能力などの）プランに対し海外企業が「『ペーパープラン』ならば何でも言える。」という反論をした事と、10年後に採用する戦闘機を現代のスペックで測るという前提が強い反発を受けたため、2月と4月に再質問書を改めて送付した。7月には外国メーカーより「所要の改造を加えることで要求性能は満たすことが出来る」との回答を受けた。10月にF-16およびF/A-18は「能力向上型の共同開発」の提案を、トーネード IDSは「能力向上」の提案を受領した。
日本側も国産案で国論を統一していたわけではなかった。日本の国産兵器の能力に全幅の信頼を置く人間ばかりではないからである。特に生産数の少ない国産装備品は、価格面で輸入品に太刀打ちできない。今回のFS-Xの選定においても、外国機導入の検討も当然のことと認識されており、国外への調査団が資料の収集を重ねていた。
実際、F-1の開発の際にも防衛庁内部に強力に外国機導入を主張する一派が存在した。大蔵省（現財務省）とのパイプを持つ彼らは、アメリカのT-38練習機・F-5戦闘機の組み合わせ（両機は基本設計を共有している）こそがコストパフォーマンスに優れ、配備予定期日を守ることができる唯一の方法だと強力に主張していた。確かに当初の予定であればF-X導入までに超音速高等練習機を国内開発することは不可能であり、導入を決定したF-4EJが複座であることから、これを機種転換に充てるという手法で、運良く戦闘機パイロットの養成スケジュールを消化する目処が立ったために、T-X国内開発の時間的余裕が出来たようなもので、そうでなければ国内開発は時間切れで断念していた可能性もあった。
さらには、予算が付かない限り試作も出来ず、完成予想図しか出せない国産案が具体化するには、アメリカが「エンジンだけ」の販売認可を出すことが大前提であった。だが、100機程度（防衛庁の当初計画では141機。後述）のそれほど大きくない市場とはいえ、米国は当時の日米貿易摩擦の最中で、エンジンの販売だけで納得する航空メーカーもなければ、政府が政治的に対日譲歩を行う余裕があるはずもなかった。欧州製エンジンの導入についても、欧州機が毎回選定から外れる理由、すなわち根本的な性能の不足を甘受する気が自衛隊にない以上、今回も当て馬以上の存在となり得なかった。それらを撥ね除けて、「エンジンのみ」の調達を図る政治力を発揮できなかったことが、国産案の不幸であった。

#### 国際共同開発の模索
1986年（昭和61年）12月には、「国内開発」「現有機の転用」「外国機の導入」の三択のうち「国内開発」を「開発」と改め、「アメリカとの共同開発」をこれに含めることとなった。年が明けた1987年（昭和62年）、栗原祐幸防衛庁長官（第3次中曽根内閣）はFS-X選定にあたって下記の三原則を示した。注意すべきは第2項目で、軍事的な相互運用性（インターオペラビリティ）を確保できることとの注釈がついていた。
- 防衛上の技術・専門的見地から、日本の防衛にとって最善のものを選定する。
- 日米防衛協力体制の重要性を踏まえる。
- 内外の防衛産業の影響を排除する。

1987年（昭和62年）4月11日よりアメリカ国防総省の調査チームが来日、三菱重工業名古屋航空機製作所、三菱電機鎌倉製作所を視察、防衛庁で日本側と意見交換を行った。この時、三菱重工は調査チームを招いて、自らが描いた「FS-X」の説明を行った。国防総省側は、日本政府がどの程度出資を行い、どのような戦闘機を生み出そうとしているのかを総合的に判断するための派遣であった。一方の三菱は「FS-X」を生み出す力が備わっていることを印象付けるために、この調査団の査察を受け入れた。
この際、三菱側が明かしたFS-Xに盛り込もうと構想していた技術は、主に以下の通りである。
- 主翼を炭素系複合材の一体成形で製造する技術[9]
- 最新鋭のレーダー技術（フェイズド・アレイ・レーダー）
- ステルス性
- CCV技術

この中で、特に調査団を驚かせたのは複合材技術である。理想的な形に成形するのが容易であり、鉄より強くアルミニウムより軽いことから機体の大幅な軽量化、航続距離の延長、ミサイル搭載数の増加が望める。
また、独自開発したフェイズド・アレイ・レーダーの披露も行われた。査察を終えた調査チームは、技術力そのものよりも到達目標の高さに注目した。査察チームの一人は「『ニューゼロファイター』だ。日本は新たなゼロファイターを創り出そうとしている」と、漏らしたという。当時は素子アンテナとして利用されるガリウムヒ素化合物半導体や同結晶の大半を日本メーカーが供給していた。
その後、調査チームは「日本は官民一体となって国産FS-Xを目指しているが、研究開発コストは莫大なものとなる。また、部分的に優れた技術を有しているが、総じてアメリカの戦闘機が持つ技術水準には及ばない」との報告書をまとめた。この報告結果から、「高度な技術と開発への熱意は認めるが高額な航空機開発への見通しが甘く、費用対効果の点で疑問がある。F-16もしくはF/A-18の改造開発、それで要求性能を満たせない場合はF-14もしくはF-15の購入が適当である」との所感を表明した。この当時の日本のFS-X開発予算の見積りは1650億円（昭和六十年度価格）であった。実際には倍額となったが、アメリカは自国の実績から独自に6000億円が必要との見積りを立てていたため、「日本が独自に開発した場合、FS-Xが予算超過で頓挫する」ことを懸念した。知日派、親日派であっても、コストパフォーマンスの点から米国製導入を薦めた理由である。
6月28日、東京都内のホテルで行われた栗原祐幸防衛庁長官とキャスパー・ワインバーガー国防長官の会談では日本側より「日米共同開発で新しくFS-Xを開発したい」、アメリカ側より「米国の戦闘機を日米共同で開発してはどうか」との意見が交わされ、日本単独の開発を示す「国内開発」は事実上の終焉を迎えた。これは日本のFS-X開発の容認であると同時に、アメリカ製戦闘機の輸入またはライセンス生産要求の終焉でもあった。

#### 日米共同開発の決定
7月に欧州のトーネード IDSが候補から外され、F-15、F-16、F/A-18を改造母体として日米共同で開発することが提案された。9月に提出された防衛庁の委託を受けた航空機・エンジン・電子機器の5社からなる民間企業合同研究会の「共同開発の可能性」についての調査報告は以下のようなものであった。
- F-15改造案はステルス性を除いて性能上の問題はないが所要経費が高い。
- F-16改造案は開発経費、量産単価ともに安価であるが離陸性能、ステルス性などに性能上の問題がある。
- F/A-18改造案は性能上の問題はないが開発経費、量産単価ともに高く、また、艦上機であることからこれを安くする見通しが得られず、また、機体とエンジンの同時開発であることからリスクが大きい。

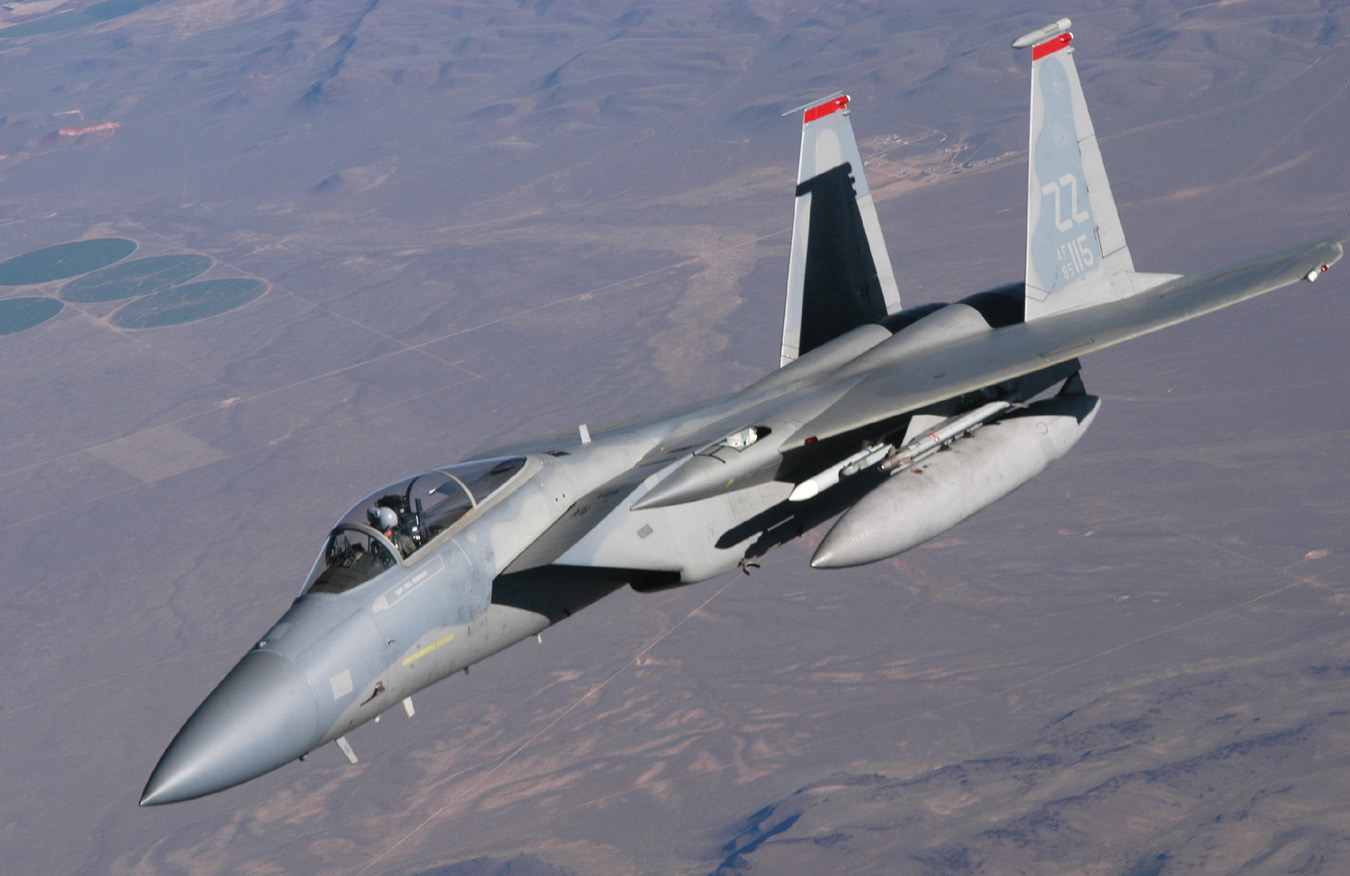
新たに選考対象となったF-15

順位としては F-16 > F-15 > F/A-18 であったと言われる。経費が高いとされたF/A-18であるが、マクドネル・ダグラス (MD) が日本側提案を受け入れ大きな改造範囲を認めたことから、民間企業合同研究会はこれを高く評価しており、一方、F-16はジェネラル・ダイナミクス (GD) が当初提案した双発改造案も引っ込めたうえで、航空自衛隊の双発の要求には事故率の実績を挙げて反発していた。日本側はGDに対し非公式にF-16がF-15とともに候補に残っていること、改造範囲の要求を認めるなら単発機であっても採用しうることを伝え、これに対し機首再設計、複合材料の使用、アビオニクスの日本製機器の搭載を認める回答があった。
10月2日、ワシントンD.C.で開かれた栗原防衛庁長官とワインバーガー国防長官の会談では、「改造母機はF-15またはF-16」「いずれのメーカーを採用するか早急に決定する」「そのためにメーカーと国防省担当者を派遣する」ことが合意された。10月12日、13日は国防省とGD担当者が、10月14日、15日にはMD担当者が航空自衛隊と話し合いを持った。17日にも話し合いは継続したが、防衛庁としてはこの時点で採用メーカーは確定していたといわれ、21日に方針を決定した。
10月23日、首相官邸小食堂では「次期支援戦闘機に関する措置」を議題にした安全保障会議が開かれた。この席上で西広防衛局長は検討の経緯について説明した後、「支援戦闘機F-1の後継機FS-Xに関する措置については、日米の優れた技術を結集し、F-16を改造開発したい」と結んだ。出席した閣僚からの質問もほとんど無いまま、中曽根康弘総理大臣の「どうも、ごくろうさんでした」という言葉でこの決定は承認された。中曽根内閣は翌月に退陣して竹下登が総理大臣となり、計画を引き継いだ。
翌1988年（昭和63年）4月1日、航空幕僚監部技術部は「次期支援戦闘機室」を設置した。6月2日には瓦力防衛長官（竹下内閣）とフランク・カールッチ国防長官との会談で、次のような日米共同開発の基本条件が合意された。
- 計画管理は防衛庁が実施する
- 主契約者は日本企業
- 開発費は防衛庁が負担する
- FS-X開発で得られる技術情報は、全て防衛庁に帰属する
- 開発プロジェクトのワークシェアは、米側が60%
- TSC（技術運営委員会）を設置する

11月29日、主契約者を三菱重工業、協力会社を川崎重工業・富士重工業・ジェネラル・ダイナミクス、日米のワークシェアリングは「日本6：アメリカ4」の日本優位とした「日本国防衛庁と合衆国国防省との間のFS-Xウェポン・システムの開発における協力に関する了解事項覚書」（開発MOU）が締結された。なお、ジェネラル・ダイナミクスは、1992年（平成4年）12月に航空機部門をロッキードへ売却したため、同時に協力会社も引き継がれた。さらに、ロッキードは1995年（平成7年）3月にマーティン・マリエッタと合併してロッキード・マーティンとなり、協力会社が引き継がれた。

### エンジン技術供与までの推移

#### FS-X当時の世界情勢
日本がFS-Xの計画を進めている中、日本唯一の軍事同盟国であるアメリカ合衆国は、ロナルド・レーガン大統領のもと、ソビエト連邦との対決姿勢を打ち出しており、1981年（昭和56年）の「600隻艦隊構想」、1983年（昭和58年）の「戦略防衛構想（SDI構想：スターウォーズ計画）」などで軍拡競争を挑んだ。また、「欧州においても戦術核を使用した核戦争は起こりうる」と発言し、NATO諸国は改めて自分たちが冷戦の正面に居ることを認識した。
一方、アメリカは日本の置かれた環境や防衛努力が軽いとも感じており、アメリカのみならず西欧諸国からも「西側の一員」としての防衛努力への要求が高まった。1983年（昭和58年）の中曽根康弘首相の「不沈空母」発言や、1985年（昭和60年）の防衛費1%枠突破はそれに対する回答でもあったが、他の西側諸国と比較して少なすぎるとの批判は常に付きまとっていた。
経済面では日米貿易摩擦で対立し、1985年（昭和60年）に対日制裁法案が可決されるほど険悪な日米関係であったが、日米同盟の軍事面においては共和党が政権を担当していることもあり比較的良好であった。1986年（昭和61年）4月に来日したワインバーガー国防長官は「FS-X選定は日本が決定すべきこと」と発言をしていた。
日本のFS-Xの対艦ミサイル4発搭載という運用要求は、ソビエトの対日侵攻を想定した航空自衛隊のオペレーションリサーチの結果弾き出された数字であり、アメリカはF-15のペーパープラン以外に対艦ミサイル4発を搭載する戦闘機など考えたことは無かった。仮に、FS-Xに対艦ミサイルの4発搭載が出来ない場合、支援戦闘機隊の定数増加や新編、配備基地そのものの新設など自衛隊の組織自体をいじる必要があり、さすがにアメリカもFS-Xの運用要求を撤回させて、米国製戦闘機の輸入や改造無しのライセンス生産を公式の要求とすることは出来なかった。
しかし、1989年（平成元年）にブッシュ大統領に政権が交代すると、「ロン・ヤス」関係がベースにあった当時とは打って変わって、凄まじい対日圧力が展開されることになる。

#### 米議会による外圧
日本の防衛庁が輸入推進派と国産推進派に割れていたように、アメリカもまた一枚岩ではなかった。日本の防衛庁とアメリカ国防総省・国務省の信頼の厚さは、当時のアーミテージ国防次官補の、「我々ペンタゴンは、日本との相互信頼に基づいて戦後の防衛協力体制を築いてきた。だから、防衛庁との間には100パーセントの信頼関係がある」という発言からも分かるとおり非常に厚いものであった。
一方でアメリカ商務省と日本の通商産業省（現経済産業省）、外務省は敵対関係にあった。商務省の相手する日本の諸機関は、「スーパー301条」発動を避けようと、ありとあらゆる方法で抵抗するタフ・ネゴシエイターであり、アメリカは何度も苦汁を舐めさせられていた。商務省は1988年（昭和63年）9月に「国防総省が外国と軍事機器の共同生産の契約を行う際には、商務省が情報提供を受け、勧告を出し、国防総省はそれらを考慮する」という権限を与えられていたが、商務省は日本のFS-Xに関して情報提供を受けてはいなかった。
貿易赤字という経済問題と安全保障を切り離して考える国防省・国務省の考え方は、商務省・通商代表部からすれば「アマチュア」でしかなく、500億ドルを超える貿易赤字をかぶせる日本が、戦闘機の完成品の輸入を行わずに技術移転を受けると言うのは、彼らの思考の埒外でしかなかった。ここに至って「前政権が承認した国家間の安全保障に関わる国際共同計画を、経済問題を盾に商務省が潰しにかかる」という前代未聞の事態が発生することになる。
1989年（平成元年）2月2日に竹下登総理大臣は、1月に新政権として発足したブッシュ大統領からワシントンD.C.に招かれており、日米安保の重要性とともに、米国のFS-X計画への協力が高らかに謳いあげられるはずであった。ところが、それは当日の朝に有力上院議員12名の連名でホワイトハウスに届けられたFS-X計画に反対する書簡のために中止された。2月14日には超党派の24議員が、「政府がF-16の対日技術供与の承認を求めた場合、不承認の決議案を出して対抗する」という内容の書簡を大統領に送った。ブッシュ大統領は3月10日を回答期限として政府部内に再検討会議を設け、3月20日にようやく「共同開発の前進」を決定する。ただし以下のような付帯事項が付けられていた。
1. F-16のソース・コードの供与を制約する
2. 生産段階での米国の仕事分担率は最大限に確保を目指す
3. 日本からの技術を必ず提供するとの保証を設ける

3月20日より日米間で「日米合意内容の明確化」と呼ばれる作業が開始された。アメリカの強硬な態度に、日本側からは、とても「見直し」「再検討」という言葉が使えない状況での選択であった。4月28日にブッシュ大統領の特別声明が出されたが、その内容は一方的にアメリカ側が有利なものとなっている。具体的に示すと、最後まで問題を引きずった生産段階でのアメリカ側ワークシェアが「総生産額の約40パーセント」と明記されたほか、技術移転の面においても「日本側は、アメリカ側が入手することを希望するすべての技術を、すでに合意された手続きにしたがってアメリカ側に移転する」となっていた。
これに対して自民党内部から「不平等条約」との声があがった。そもそも開発能力が対等でない以上、不平等になることは、やむをえないという見方もあるが、日本が独自に築いてきた複合素材などの特殊技術や、戦闘機共同開発とは全く無関係な航空機用タイヤの技術などを無条件に提供し、米国がF-16の核心を「ブラックボックス」化することを許される取り決めは、特に共同開発でも日本の主体性を確立することを望んでいた国産推進派にとって、敗北感を味わうものであり、FS-Xに関する不満が至るところで噴出した。日米マスコミも「ジャパン・バッシング」関連の話題として、大々的に報道した。

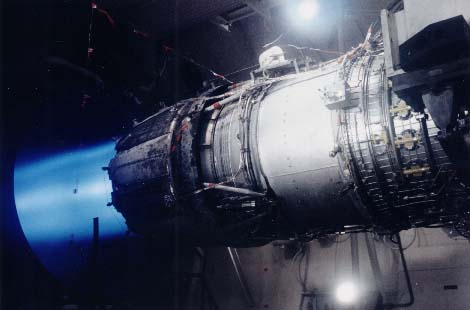
F-16のF110エンジン

一方、実務者レベルにおいては未だに「FS-X潰し」への必死の抵抗が続いていた。ブッシュ大統領の特別声明（議会通告）に対し、反FS-X陣営はエンジン技術の対日供与を差し止める条件を付帯した修正案を上院に提出し、5月16日これを可決させた。共同開発そのものは上院、下院双方で否決されない限り自然承認の見込みであったため、日本のFS-Xの死命を制するエンジン技術の供与は核心的な問題となった。ブッシュ大統領による初めての拒否権は、この対日エンジン技術供与反対に対して発動されたが、この拒否権は修正決議案に2/3以上の賛成があれば覆るとなっていた（オーバーライド）。6月1日に共同開発計画は自然承認され、ブッシュ政権は「F-16対日技術供与許可証 (LTAA)」を発行した。「エンジン技術供与を認めない」と言う条件付き共同開発に対する上院での評決は9月13日に行われ、66対34という1票差で否決、対日エンジン技術供与が決定された。エンジンは石川島播磨重工業（現・IHI）によってライセンス生産されることとなった。

### 機体開発

#### 試作

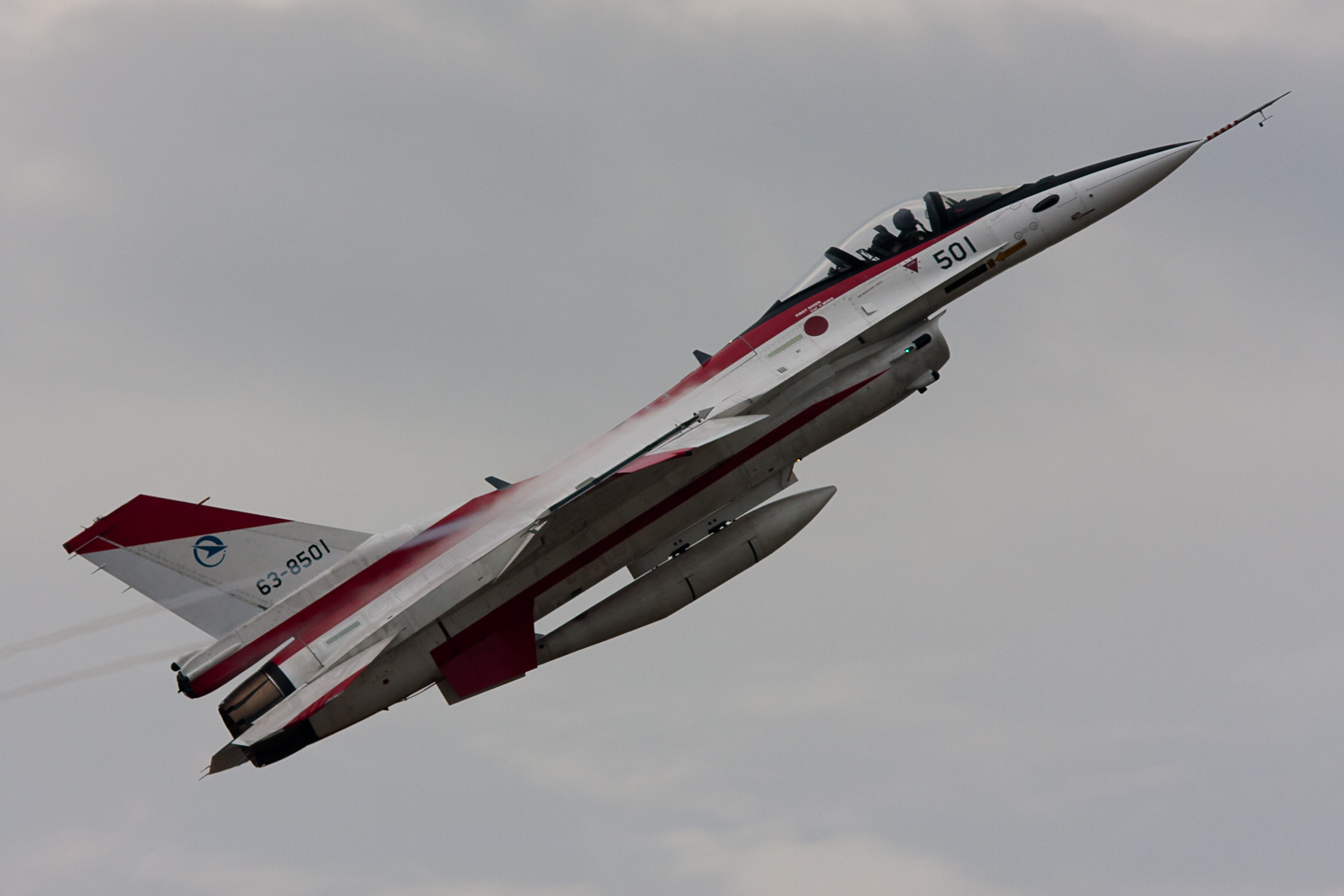
A型の試作1号機であるXF-2A(旧：63-0001)
技術研究本部 (TRDI) による試験終了後は、改番により63-8501となっている

FS-Xは日米合意によって、1990年（平成2年）3月30日に支援戦闘機設計チーム「FSET」が三菱重工大江工場に設置され、開発が開始された。F-1は延命されているとは言え、1997年（平成9年）にも減数する見込みであり、実用試験などを考慮すると、時間的な余裕は全く無かった。
機体概観作りと設計が行われ、飛行性能向上や対艦ミサイル運用のために垂直尾翼以外は全て三菱によって再設計された。「その執拗なまでの徹底ぶりは、『国産』という意地の表れでもあり、エアインテークの形状まで設計し直すことに対し、ジェネラル・ダイナミックスのF-16設計チームが腹を立てた」という俗説があるが、エアインテークの変更は、ディストーション特性の向上等を図るためと、国産レーダー搭載によって大型化した機首レドームのために改設計せざるを得なくなったことが理由であり、ロッキードは「超音速衝撃波の制御を日本でできるのか不安なのでやらない方がいいのではないか」と指摘しただけである。
1992年（平成4年）に実物大模型（モックアップ）が作成・公表された。1994年（平成4年）2月に細部設計が終了。続いて試作機4機の製作に入り、1995年（平成7年）1月に試作1号機 (63-0001)をロールアウト。同年10月7日に試作1号機の初飛行に成功、XF-2と名づけられた。続いて単座2号機 (63-0002) と訓練用の複座1・2号機（63-0003・0004）が進空、1996年（平成8年）1月9日には単座型がF-2A、複座型がF-2Bの名称となることが決定し、3月に防衛庁へ納入されて技術研究本部 (TRDI) による試験に供せられた。7月には日米両政府間で「日本国防衛庁と合衆国国防省との間の支援戦闘機 (F-2) システムの生産に関する了解事項覚書」（生産MOU）を締結、F-2の量産が日米両政府間で承認され、航空自衛隊は平成8年（1996年）度から調達を開始した。この覚書により、開発分担比率である機体の40パーセントを米国内で生産するためロッキード・マーティンに生産ラインが開かれ、生産された部品は日本に輸出されて三菱で組み立てられた。
開発にはアメリカ空軍からもテストパイロットが派遣され、その中には後に宇宙飛行士となるマイケル・フィンクがいた。

#### 初期不良と配備遅延
試作・試験飛行の段階において、日本が得意とする炭素系複合素材で製作した主翼構造部位に顕微鏡レベルの微小な「ひび」が見つかる、主翼の一部強度不足が見られる、特定の非対称運動を行った場合に垂直尾翼に予測値を超える荷重がかかる、装備品の特定の組み合わせによるフラッターの可能性、増槽装備時の増槽取り付け部分にかかる荷重、などの諸問題があったため、その原因究明と改修作業により遅れが発生した。先の日米交渉の影響もあり、XF-2の今後に対し懐疑的な報道がなされたこともあった。ただし、飛行試験時においてこのような不具合が見つかることは多くの国の機体開発において決して珍しくなく、たとえば翼の「ひび」はアメリカのF/A-18E/F開発時にも見られた。ただしF-2のひびは主翼設計や炭素系複合素材の問題ではなく、不適切な試験装置による局所荷重が原因だったことが明らかになっている。
部隊配備後のレーダーの不具合については、レーダーそのものではなく機体のマッチング、艤装に問題があったと言われている。レーダー自体に問題があれば、C-1FTBで試験しているうちに判明するが、マッチングは実機を使わないと判明せず、開発経験の問題であり、初期不良の範疇であると考えられる。レーダーの不具合についてはアラート任務（領空侵犯警戒任務）付与を延期するよう航空総隊が意見具申したと報道された。
これらの不具合に対してはその後対策が施され、2004年（平成16年）2月に戦闘能力点検（ORI）に合格した。アラート任務は同年3月19日から第3飛行隊（三沢基地）、2007年（平成19年）3月から第6飛行隊（築城基地）に付与された。
F-2の量産初号機は2000年（平成12年）9月25日に航空自衛隊に納入された。56中業への記載から19年、当初の配備予定から13年遅れ、F-16改造開発決定以降の配備予定からは3年遅れであった。開発の遅れや米国企業の分担製造、物価上昇などもあり開発費は3,270億円となり、米国による当初見積もりの6,000億円には遠く及ばなかったが、日本側予測の1,650億円を大きく超過した。これは当初、技術援助を受けて日本企業が試作機の設計・製作を行う前提だったが、実際には米国企業の分担製造や飛行制御コンピューターのソースコードの国内開発が加わったこと、不具合発生による試験遅延などが影響している。F-2の配備の遅れにより、3個支援飛行隊体制が維持できなくなることが早期に予想されたため、老朽化が進む旧式のF-4EJ改を支援戦闘機に転用、その分のF-15Jを追加調達する処置がとられた。
初飛行から最初の10年間で1機も失われず（2011年における喪失は東日本大震災による損害であり、運用中の事故ではない）、単発エンジンながら信頼性の高い機体ではある。なお、主力戦闘機F-15Jは最初の10年で5機を事故で失っている（ただしF-2とF-15Jでは10年間での調達機数や総飛行時間に差があり、訓練内容の違いもあるので単純な比較はできない）。

## 調達と配備

### 調達計画の変更
| 計画年 | 支援戦闘機部隊 3個飛行隊 | 教育飛行隊 | 予備 | 術科教育 | 飛行教導隊 | 曲技飛行隊 | 合計  |
| ------ | ------------------------ | ---------- | ---- | -------- | ---------- | ---------- | ----- |
| 当初   | 60機                     | 21機       | 39機 | 2機      | 8機        | 11機       | 141機 |
| 1995年 | 60機                     | 21機       | 39機 | 2機      | 8機        | 0機        | 130機 |
| 2004年 | 60機                     | 21機       | 15機 | 2機      | 0機        | 0機        | 98機  |
| 2006年 | 60機                     | 21機       | 11機 | 2機      | 0機        | 0機        | 94機  |

当初は141機の調達が計画されていた。
- 支援戦闘機 (FS) 3個飛行隊に60機

一個飛行隊の定数は20機。各飛行隊は単座のA型18機と複座のB型2機を定数とする。対象は三沢基地の第3飛行隊・第8飛行隊、築城基地の第6飛行隊。
- 教育飛行隊に21機

T-2超音速高等練習機の後継としてB型を松島基地の第21飛行隊に配備する。96機を調達したT-2の調達数と比べるとかなり少ない。これは進歩したシミュレータの活用により超音速高等練習機による課程が不要となり、T-4による基本操縦課程の直後からF-15又はF-2での戦闘機操縦課程となっており、機種転換訓練用機としての意味合いが大きい。
- 飛行教導隊に8機

アグレッサー飛行隊として過去にT-2、当初の調達計画策定時点ではF-15J/DJを運用中であった。
- 術科教育用に2機

浜松基地の第1術科学校で整備員の養成が行われており、教材とする。
- 在場/減耗予備機に39機

飛行隊ごとの整備や、大規模整備でメーカーに送り返されている間に部隊で使用するために、定数以外の予備機を設けてローテーションを行う。また、事故による減耗に対して機体を確保する。
- 曲技飛行隊に11機

T-4中等練習機を使用するブルーインパルスの後継機。
しかし緊縮財政の折、1995年（平成7年）12月14日の安全保障会議決定と同月15日の閣議了解により、ブルーインパルス配備分11機が時期尚早として削減され130機（うちB型47機）となった。
さらに、2002年（平成14年）8月の調達数削減の決定を受けて、飛行教導隊配備分の8機と在場減耗予備分の一部の24機の計32機が削減され98機となった。飛行教導隊は今後も使用可能なF-15DJを使用し続け、在場減耗予備を15機に圧縮する手法で調達数を削減している。従来のF-4、F-1などは機体定数の約30%を在場減耗予備機として調達していたことから、飛行隊への配備定数81機に対して約19%となる在場減耗予備15機はかなり少なめである。

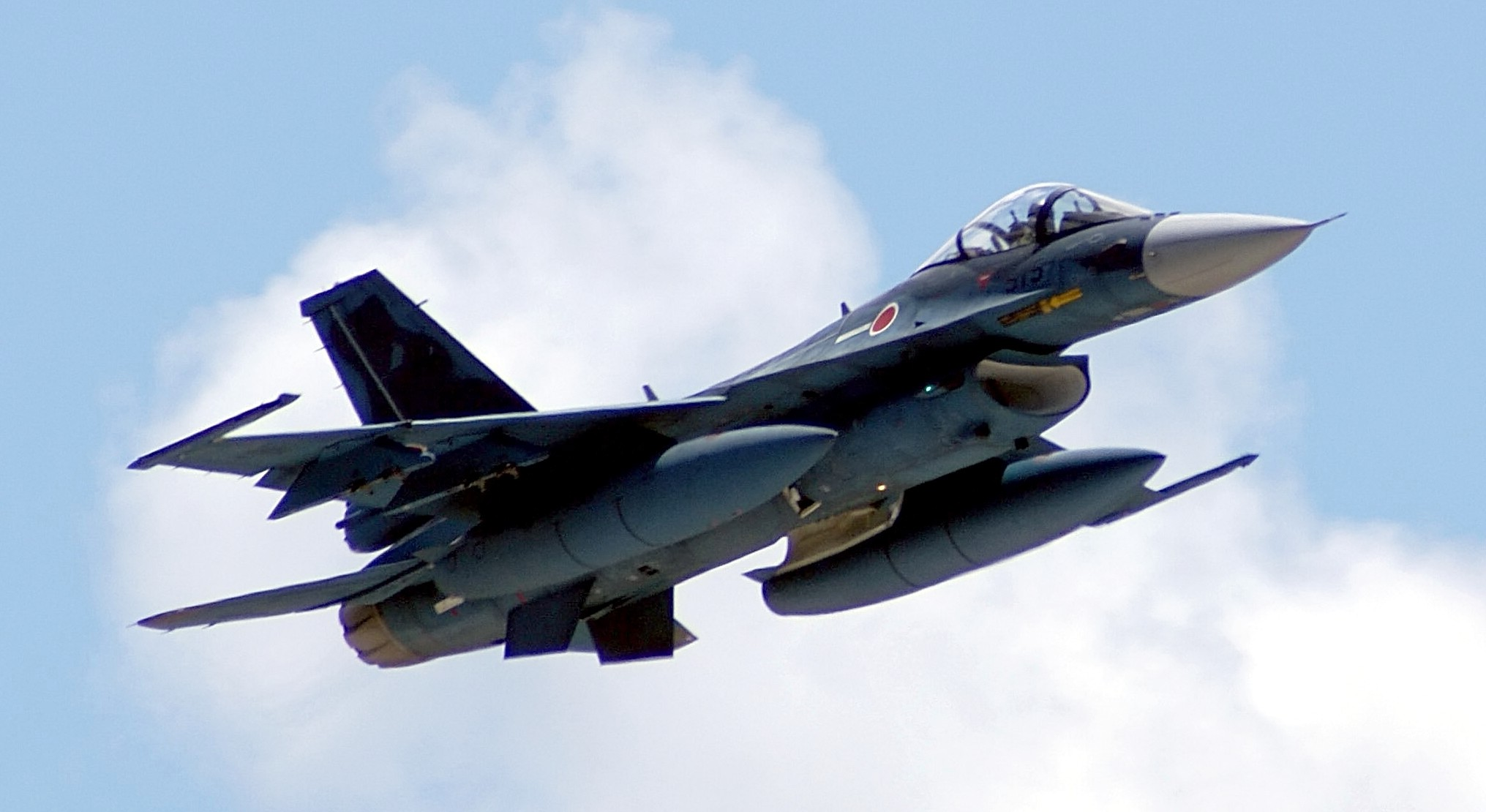
グアムのアンダーセン空軍基地から訓練のために離陸する、第3航空団第3飛行隊所属のF-2A（2007年6月13日）

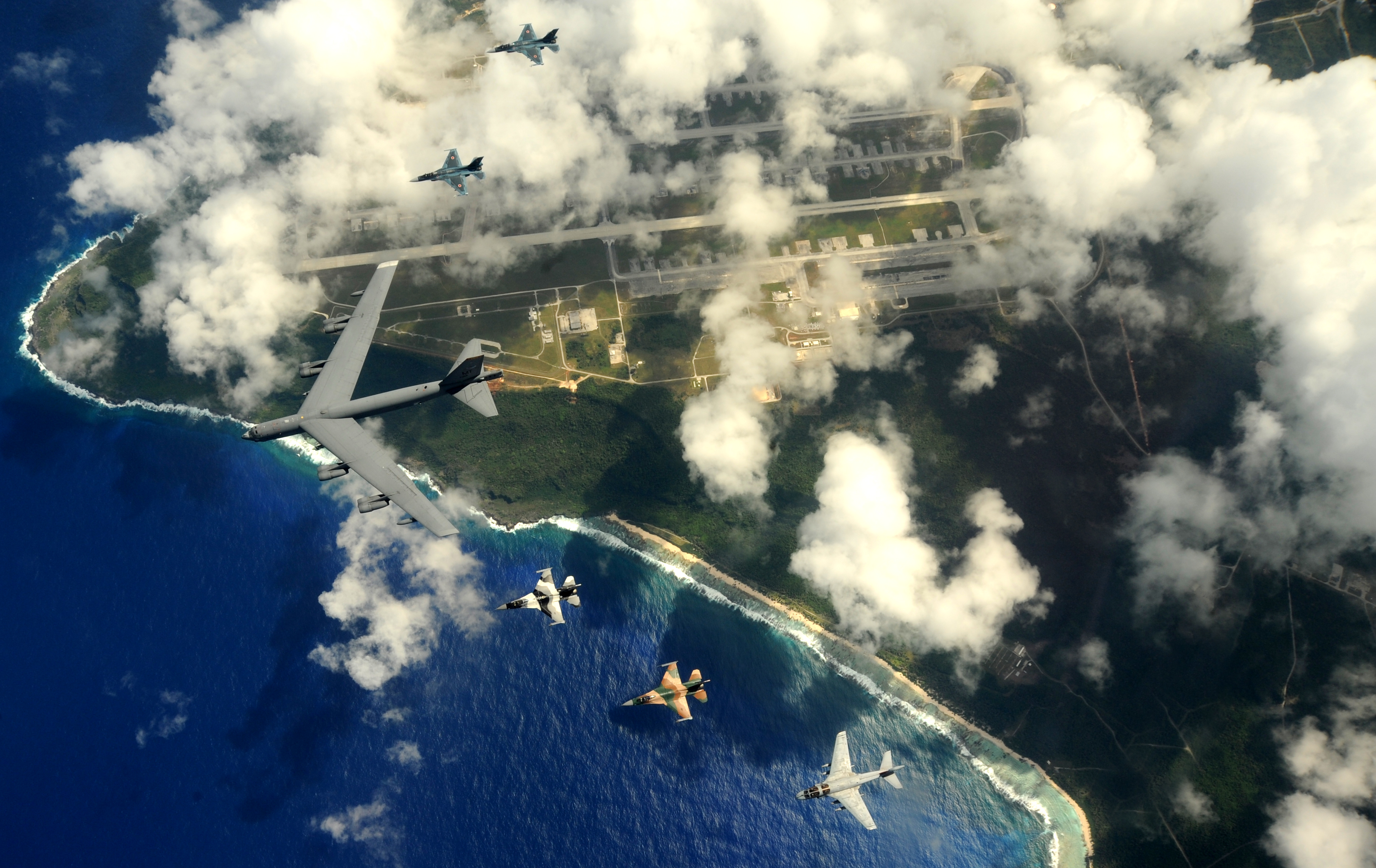
コープノース・グアム2009における編隊飛行（上から、F-2A, B-52H、F-16C, EA-6）

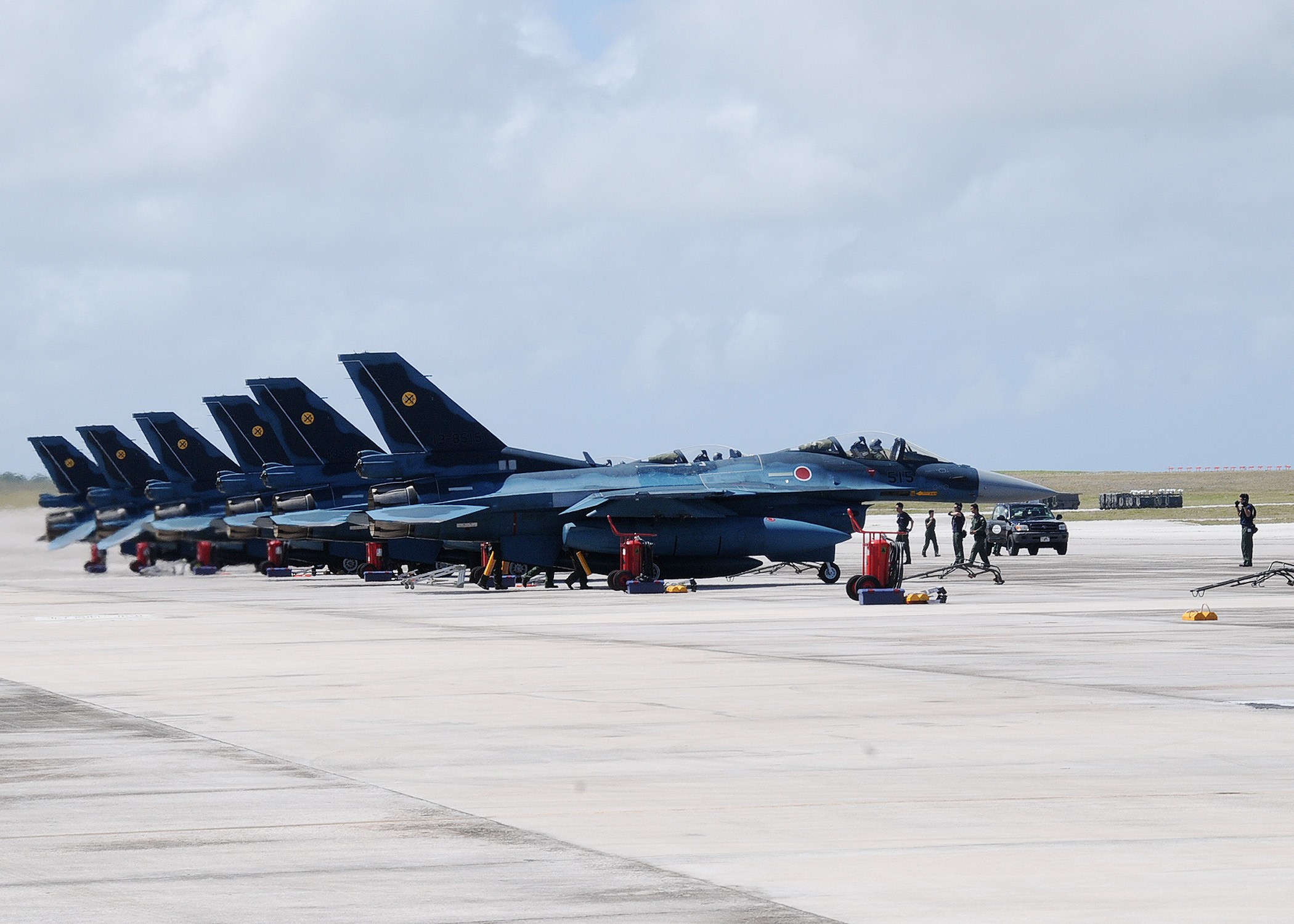
訓練のため、アンダーセン空軍基地に集結したF-2A（2009年）

防衛予算の削減を受けて2004年（平成16年）12月10日に議決された「平成17年度以降に係わる防衛計画の大綱」によって、戦闘機、戦車、護衛艦を大幅に削減する方針を打ち出した。この定数削減によって、要撃・支援の二本立てであった戦闘機飛行隊区分を将来的にマルチロール（全用途）化する必要が生じた。この防衛大綱の発表により旧防衛大綱に基づいた「中期防衛力整備計画（平成13年度 - 17年度）」は1年繰り上げて終了となり、新防衛大綱に基づいた中期防衛力整備計画（平成17年度 - 21年度）が策定された。この新中期防の中で、F-2の調達中止と中止に至る理由、F-4の後継戦闘機 (F-X)の調達が発表された。F-2の調達中止の理由は以下の通りである。
1. F-2は開発の遅れなどで、1機当たりの価格が当初予定していた約80億円から、110億円以上に増加した[24]。
2. F-15が近代化改修で性能向上を図っているのに対し、F-2は機体が小さいF-16に大きな改造を施した故に性能向上の余地が少ない。
3. F-2はミサイルなどの装備数にも限界がある。

この時点で計76機が予算計上されていたため、22機を足した合計98機で配備を打ち切るとされた。その後は、2005年（平成17年）度予算で5機、2006年（平成18年）度予算で5機が調達された。当初は2008年（平成20年）度までの整備予定であったが、5機ずつ2年に分けるよりも136億円の節約（このうち約100億円は、会社の生産ラインを早期に閉じるために節約できる額）になるとして、2007年（平成19年）度予算では10機の2ヵ年分一括取得を目指したものの、8機分しか認められず、2006年（平成18年）12月20日に開かれた安全保障会議の場で、総取得数を98機から94機（F-2A×62機、F-2B×32機）に削減することが了承された。削減分については、在場減耗予備機としており、総作戦機数は当初計画から変更されていない。
2007年（平成19年）度発注分は2011年（平成23年）度に納入完了を予定しており、2011年9月27日に最終号機の納入が行われた。岐阜基地所属の試作機4機（現在は新装備品の空中実験機）を含め、F-2の総生産数は98機となった。
2010年（平成22年）7月、防衛省が20機程度の追加調達を検討しているという報道があった。これは次期主力戦闘機の選定が遅れていることにより戦闘機の生産に空白が生まれ生産ラインや技術者が維持できなくなる事が懸念されている事と、中国などの軍備増強によって第4世代戦闘機の保有数で劣位にある状況に対応する必要に迫られていることが背景にあると報道された。しかし、2010年12月に改定された「中期防衛力整備計画（平成23年度 - 27年度）」において、期間中に新戦闘機を12機調達する事が発表され、2011年（平成23年）度予算でもF-2の追加調達予算は計上されなかった。

### 調達実績
| 予算計上年度         | 調達数 |
| -------------------- | ------ |
| 平成8年度（1996年）  | 11機   |
| 平成9年度（1997年）  | 8機    |
| 平成10年度（1998年） | 9機    |
| 平成11年度（1999年） | 8機    |
| 平成12年度（2000年） | 9機    |
| 平成13年度（2001年） | 12機   |
| 平成14年度（2002年） | 8機    |
| 平成15年度（2003年） | 6機    |
| 平成16年度（2004年） | 5機    |
| 平成17年度（2005年） | 5機    |
| 平成18年度（2006年） | 5機    |
| 平成19年度（2007年） | 8機    |
| 合計                 | 94機   |

（試作機の4機を除く）

### 部隊配備

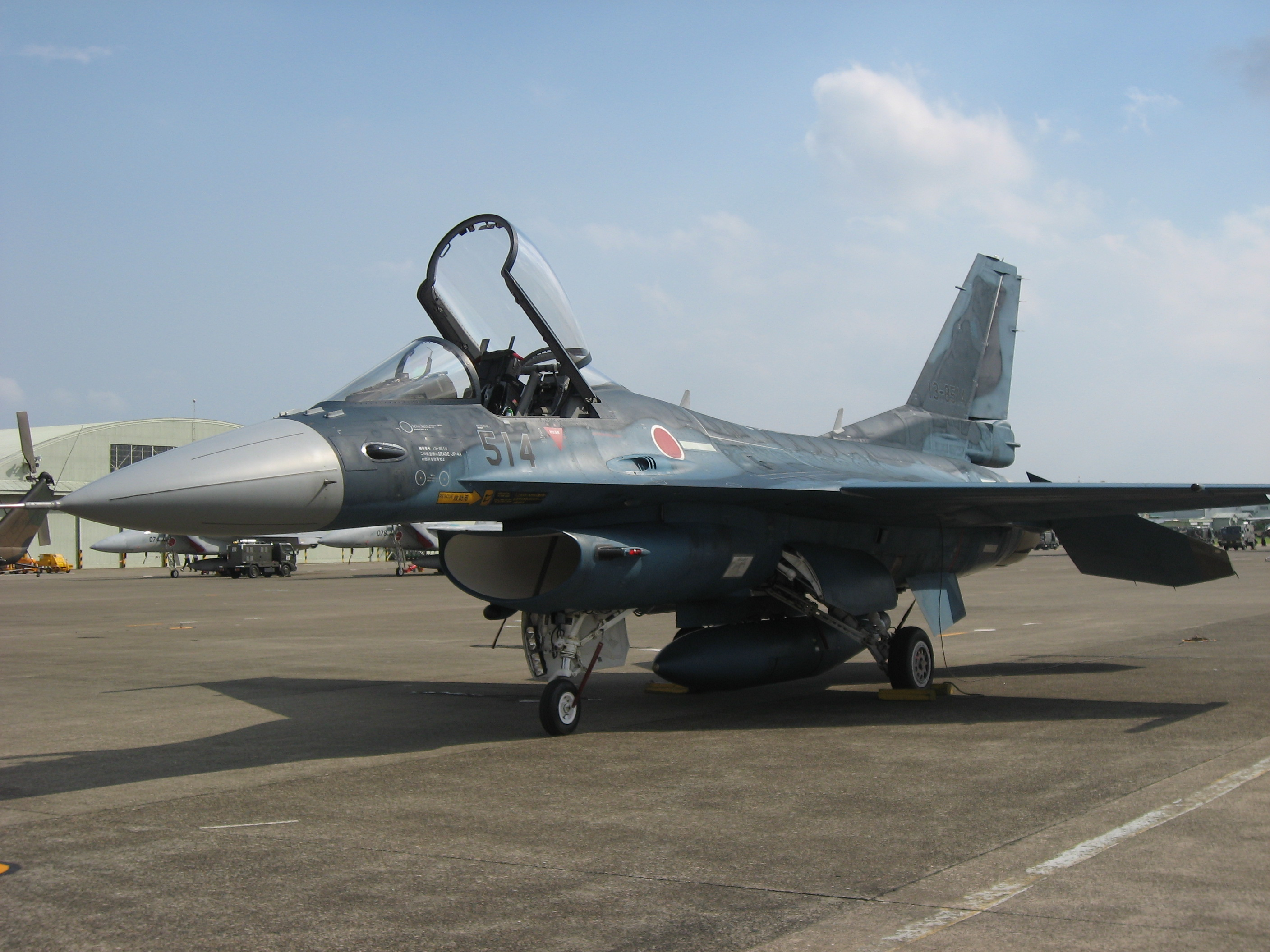
F-2A 百里基地（2007年）

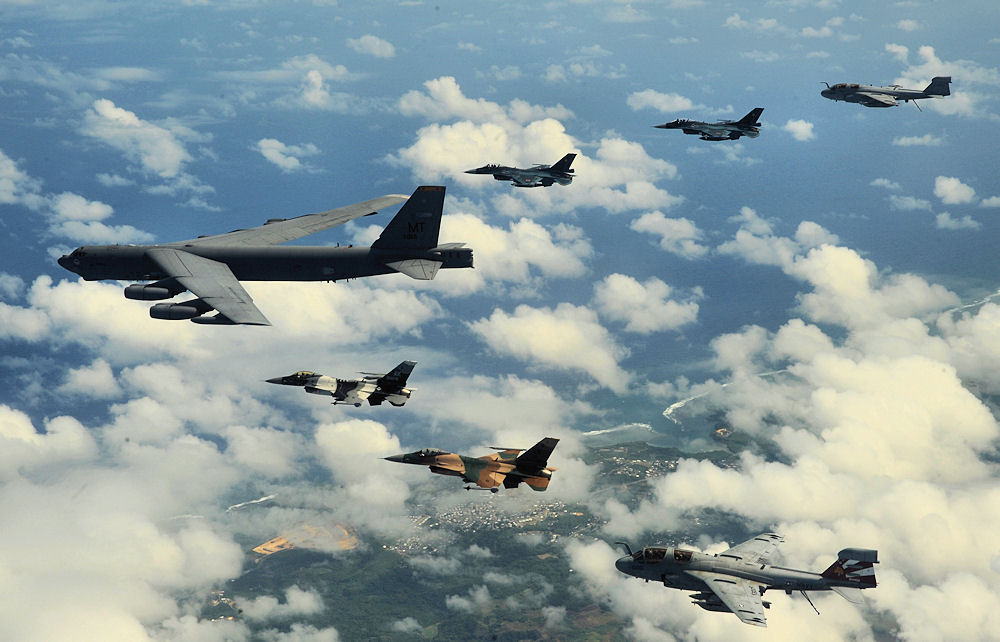
他の航空機と編隊を組むF-2。先頭がB-52、続く手前の2機がF-16、奥の2機がF-2、最後尾の2機がEA-6となる。

F-2が最初に配備されたのは三沢基地の第3飛行隊である。2000年（平成12年）10月2日に『臨時F-2飛行隊』が発足し、F-2の受領と訓練を開始、2001年（平成13年）2月27日にF-1からF-2への更新を完了した。
次いで松島基地の第21飛行隊のT-2を更新するため、2002年（平成14年）4月1日に『臨時教育F-2飛行隊』が発足した。2004年（平成16年）3月29日にF-2Bの配備が完了し、臨時教育F-2飛行隊は第21飛行隊に改編された。
築城基地の第6飛行隊のF-1を更新するため、2004年（平成16年）8月3日に第6飛行隊F-2飛行班が設置され、2006年（平成18年）3月9日にF-2への更新を完了、これに伴いF-1は全機退役した。
三沢基地の第8飛行隊は、2007年（平成19年）度に『F-2準備班』が設置されて隊員の教育・訓練を開始、2008年（平成20年）4月1日に『F-2飛行班』が設置され、2009年（平成21年）3月26日にF-1の代替として配備されていたF-4EJ改からの更新を完了した。
F-2の調達は2007年（平成19年）度に終了し、2011年（平成23年）9月27日に最終号機が納入された。2025年3月末時点の保有数は試作機を含めて91機。試作機の4機は岐阜基地の飛行開発実験団（ADTW）に配備されている。
2016年（平成28年）8月現在、F-2A/Bは以下の4個飛行隊、飛行開発実験団、第1術科学校において運用されている。2016年（平成28年）7月29日に第8飛行隊が三沢基地から築城基地に移駐し、第3航空団から第8航空団に編入されている。
2019年（平成31年）3月、F-4EJ改からF-35へ機種更新するため、三沢基地へ移駐した第302飛行隊と入れ替わる形で、2020年（令和2年）3月26日に第3飛行隊が百里基地へ移駐し、第3航空団から第7航空団に編入されている。
- 百里基地：第7航空団 - 第3飛行隊
- 松島基地：第4航空団 - 第21飛行隊
- 岐阜基地：飛行開発実験団
- 浜松基地：第1術科学校
- 築城基地：第8航空団 - 第6飛行隊・第8飛行隊

## 事故・事件

### 配線の誤接続による墜落
2007年（平成19年）10月31日 - F-2B (43-8126) が、名古屋飛行場に隣接する三菱重工業の名古屋航空宇宙システム製作所小牧南工場における機体定期整備 (IRAN) の最終チェックである社内飛行試験を行うため離陸しようとしたところ、浮揚直後に意図した以上の急激な機首上げ動作が発生し、パイロットがそれを押さえようと機首下げ操作をしたところ今度は意図した以上の急激な機首下げ動作が発生したことにより急降下、機首部分より滑走路に激突、機体を破損させながら滑走路を左方向に逸脱、停止、炎上した。三菱重工社員のテストパイロット2名（共に、元・航空自衛隊パイロット）は脱出したが重傷を負った。この事故の発生を受け、空自では同日より11月16日までF-2全機の飛行が中止された。
事故の原因は、機体の縦方向の動きを感知するピッチ・レート・ジャイロと、横回転の動きを検知するロール・レート・ジャイロの配線を相互に誤接続してしまっていたことであった。これにより機体を制御するコンピューターに縦方向の動きと横回転の動きが誤って伝達され、パイロットの意図しない動作を機体に発生させてしまったことにより墜落に至ったものである。

### 操縦桿の折損
2008年（平成20年）1月21日 - 航空自衛隊三沢基地所属のF-2Aが青森県三沢市沖で訓練中に、操縦桿が基部から折れた。パイロットは折れた操縦桿を差し込んで操縦し無事に帰還した。

### 津波による損傷・喪失

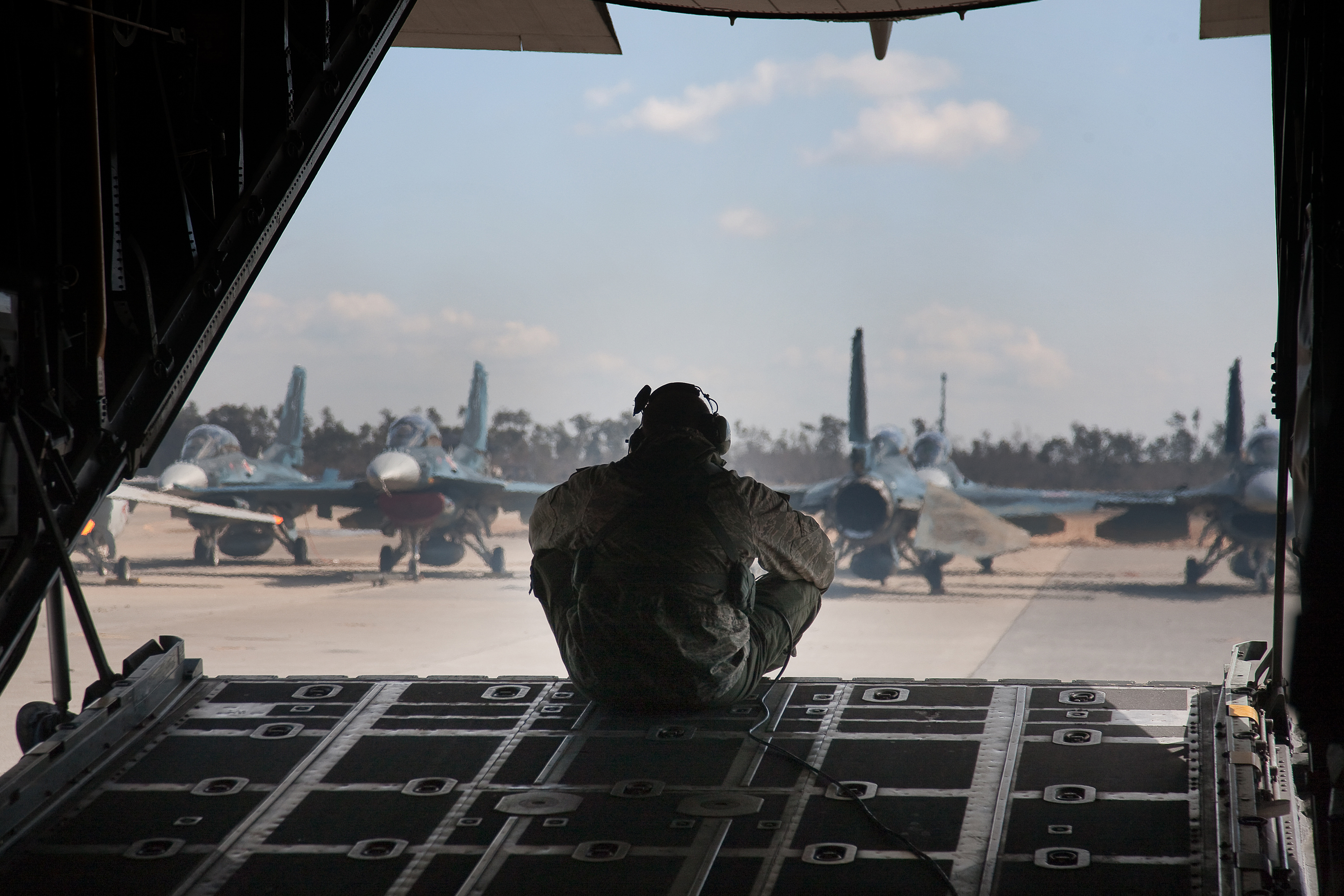
駐機中に津波の被害に遭ったF-2B群を眺めるアメリカ空軍Ramon Mortensen空軍兵長（2011年3月18日松島基地）

2011年3月11日、松島基地の第21飛行隊所属で操縦士訓練に使用されていた18機のF-2Bが、東北地方太平洋沖地震（東日本大震災）によって発生した津波により水没した。これにより当時93機保有していたF-2量産機の20%、高等練習機を兼ねる複座型のF-2Bに限れば59%を一度に損失し、残存機数が75機と当初の調達予定数であった141機の半数程度にまで落ち込むと見られたが、防衛省は2011年第1次補正予算案に分解検査費150億円（T-4などの修復費用も含む）を要求し、水没した18機の修理を決定、4月17日より修復作業に入った。また、第21飛行隊は同年4月に三沢基地に移動となり、同基地に配置されている機体で操縦士訓練を再開している。
当初の検査では修復可能な機体は6機程度であり、1機あたり50億円-60億円の費用が必要とされた。被災時点でF-2はすでに生産ラインを閉じ始めており、また折からの不況と緊縮財政による予算不足でラインの再開も難しいため、喪失した機体の追加調達は不可能に近かった。とくに複座型を一挙に多数喪失したことによって不足する訓練機の数は、教育プログラムの変更等（米空軍にてF-16を使用した訓練等）で補うこととした。修理費は1機あたり約130億円（総額約800億円）になり、被害が酷く修理は困難と判断された12機は部品取りの後、処分する方針とされていた。
2013年1月22日、上記の6機に加えて7機を修理する計画があることが防衛大臣・小野寺五典より発表された。あわせて18機中13機までの修復が実現・完了すれば、F-2量産機の保有機数は88機となり被災前の95%まで回復することになる。
2015年2月16日、修復された機体の初号機（03-8106）が名古屋飛行場で初飛行に成功、4月21日に愛知県豊山町の三菱重工業小牧南工場で修復第1号機の納入式が行われた。部品を再利用するなど1機あたりの修復費用は73億円で、2017年度までに13機の修復を終える予定であった。ロッキード・マーティンも修復に協力。
2016年3月20日、修理を完了させた6機を含んだ計10機のF-2で第21飛行隊が三沢基地から松島基地に帰還した。
2018年2月28日、修復最終号機（33-8117号機）が松島基地に到着、修復作業を行った全13機の納入が完了した。

### 飛行訓練中の墜落
2019年（平成31年）2月20日 - 航空自衛隊 第8航空団 第6飛行隊のF-2B戦闘機1機が訓練で山口県沖の日本海を飛行中にレーダーから機影が消えて連絡が取れなくなった。機体は福岡県にある築城基地の所属で、後に墜落した事が判明し乗っていた隊員2人は現場付近で救助された。原因は、前席操縦者が飛行諸元・飛行姿勢を適切に把握せずに操縦をし、適切な手順が実施できなかったため、異常姿勢及びその後の操縦不能状態に陥ってしまった。また、後席操縦者が操縦を交代し、回復操作を試みたものの、背面状態で体が浮き、マニュアルモードにするスイッチに手が届かず、また、前席操縦者に誤ったスイッチ操作の指示をしてしまい、正しい回復手段を取れず、操縦不能状態が継続した。

### 三沢飛行場滑走路誤進入
2019年（令和元年）10月3日 、ジェイエアのエンブラエルERJ170(JA216J)が着陸許可を受け、最終進入中の滑走路10にF-2（93-8550）が管制許可を得ないまま侵入した。JA216Jは復行を指示され、F-2は管制指示により滑走路を離脱した。三沢飛行場では管制官の負担軽減として交信に軍用機はUHF、民間機はVHFを使っているが同時送信はしないという特有の運用法や、F-2の操縦士が訓練計画の再考に気を取られ一部を聞き流していたため、JA216Jへの離陸指示を自身への指示と誤認したことが重なった事例とされた。

### キャノピーの脱落
2021年（令和3年）10月10日、領空侵犯の恐れがある航空機に対応するため、第8航空団 第6飛行隊に所属のF-2（53-8533）が緊急発進後、福岡県朝倉市東部の上空で約90kgのキャノピーと緊急用のはしごが落下した。原因は操縦士がキャノピーのロックを忘れ、警告灯にも気付かなかったため、与圧された機内と上空のとの気圧差でキャノピーが開き脱落したため。当該機は緊急状態を宣言し築城基地に着陸した。操縦士に怪我はなかった。脱落したキャノピーは発見されておらず、落下による被害も確認されていない。

### 共食い整備
2022年（令和4年）5月26日、衆議院第208回国会予算委員会第19号の国会質疑において、元防衛大臣の小野寺五典衆議院議員より、自衛隊のF-2戦闘機では「一つの戦闘機を犠牲にして、その戦闘機から部品を取り出して、そしてほかの戦闘機につけて飛ばす。また部品が壊れたら、犠牲になる戦闘機をもう一機選んで、そこから部品を取り出してほかにつける」という共食い整備が常態化しており、「自衛隊の基地、駐屯地、航空基地に行くと、骨組みになった、形はあるけれども中身がすかすかの戦闘機がたくさんある」との指摘がなされた。2022年（令和4年）9月5日の日本経済新聞において、防衛省の全装備品のうち可動する物は5割であり、残りの半数は整備中、さらに半分は修理に必要な予算や部品が無い「整備待ち」に分類され、予算不足でスペアパーツの確保が困難なF-2は共食い整備が日常化しており、一部の機体は部品の草刈り場と化し回復の見込みがない深刻さが潜んでいると報道された。

### 茨城県沖の墜落事故
2025年(令和7年)8月7日12時30分頃、空自百里基地所属のF-2戦闘機2機が飛行訓練中、1機が機体異状を宣言した後、茨城県沖に墜落。搭乗員1名は緊急脱出し、空自救難ヘリに救出された。この事故を受け、空自はF-2の飛行停止措置を取り、詳しい状況を調べるとともに、フライトデータレコーダーを含む機体の回収を進めるとした。
また、墜落後の12時50分に航空自衛隊の百里基地から「緊急事態が起きている」と茨城空港の管理事務所に連絡を受けていた事を発表した。

## 特徴

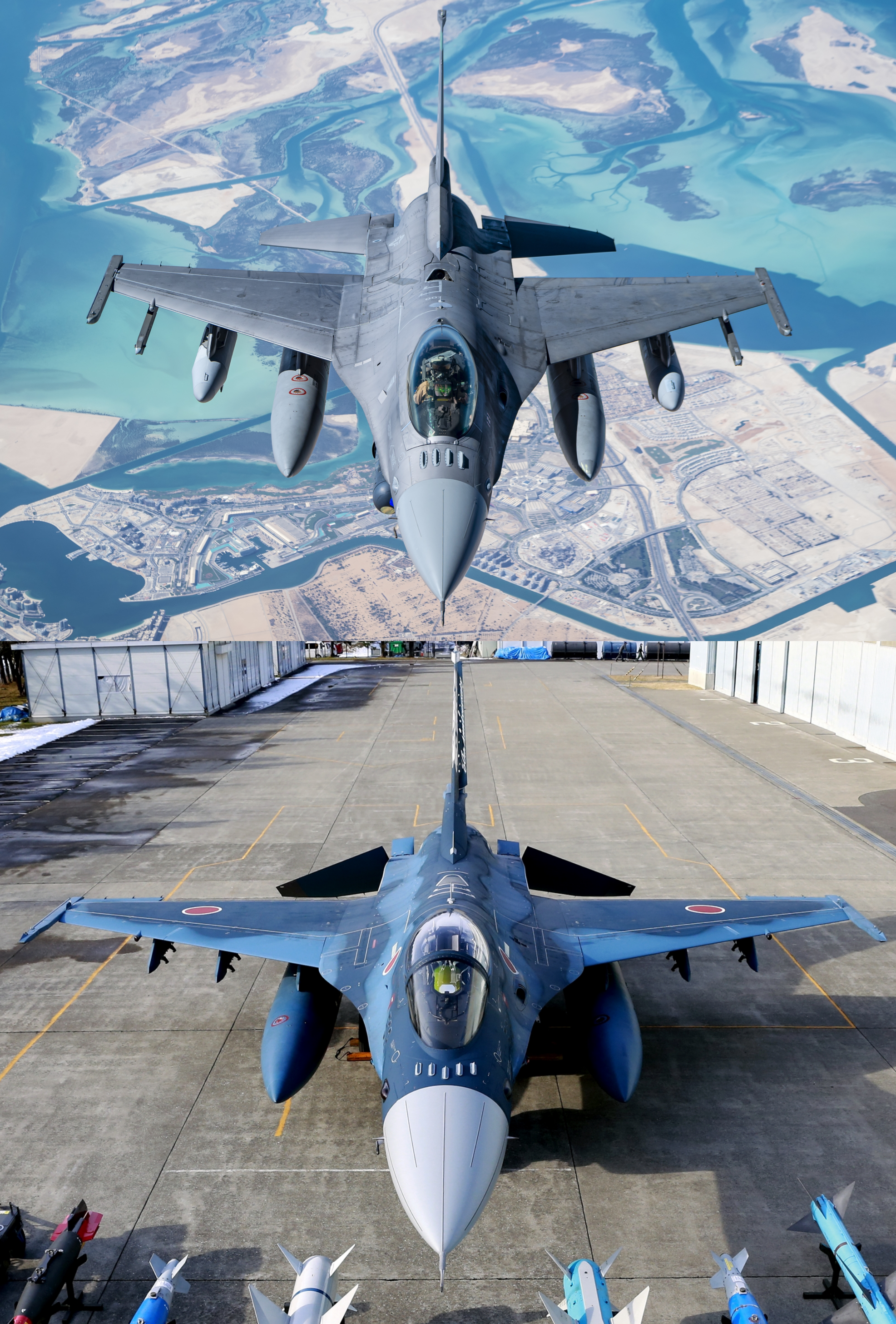
F-16(上)とF-2(下)

当初支援戦闘機として開発された本機は、前任機F-1と同様に対地・対艦攻撃能力を重視した機体である。単座のF-2Aと複座のF-2Bが存在し、F-2AはF-16Cブロック40/42、F-2BはF-16Dブロック40/42をそれぞれベースとしている。F-2Bは機種転換及び高等操縦訓練に用いる機体で、後席スペースを確保するために搭載電子機器や燃料容量が減らされている以外はF-2Aと同様である。
機体形状はベースとなったF-16とほぼ同じではあるが、航空自衛隊の要求を満たすための改造や再設計箇所が至る所に見られることから「パッと見た形状以外、すべてが違う」などとも言われることがある。事実、F-16から図面の95%以上が変更されている。一方で実証済みのF-16の基本設計を基にしたことで、独自技術や独自のサブシステムを採用することができた。

F-2の生産は三菱重工業のほか、ロッキード・マーティン、川崎重工業、富士重工業、IHI等の各企業が分担して機体の各ブロックや部品を生産し、それを三菱重工小牧工場にて組み立てるという形で行う。日米共同開発のため、米国分開発経費として1機当たり47億円が支払われているとも言われる。

### 機体

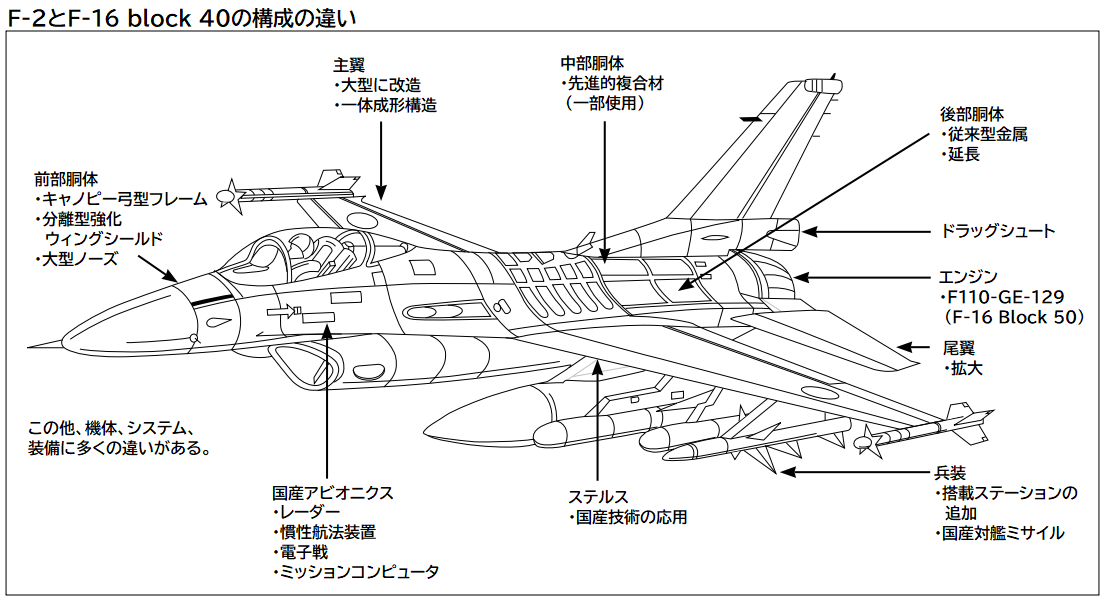
F-2とF-16 Block 40の違い

ベース機のF-16C/Dブロック40から胴体を0.5mほど延長し、さらには主翼面積を25%大きく拡張（主翼面積はF-16C/Dが27.9m2に対し、F-2A/Bは34.84m2）しており、重量増加による翼面荷重の増加を抑えて（最大離陸重量時の翼面荷重はF-16C-40が688kg/m2に対し、F-2は634kg/m2）、旋回などの運動性の向上を図っている。同時に主翼の操縦翼面や水平尾翼、ストレーキ（主翼の前方の機体張り出し）も面積を拡大している。細かな改修としては、本格的なステルス機の菱形翼ほどではないが、わずかに主翼や水平尾翼の後縁に前進角が付けられている。
全体構成はF-16と似ているが、大型化して下部を膨らませたレドーム、レドームの改修に合わせて形状を変更したエアインテーク、低高度飛行時のバードストライク対応等のためにフレームを2本に増やし3分割化した風防、面積を拡大しテーパー翼とした主翼、着陸滑走距離短縮及び凍結滑走路での運用を考慮したドラッグシュート収容のために延長した垂直尾翼付け根のフェアリング等、多くの相違点を見て取ることができる。
風防は2分割タイプのF-16とは異なり、低空飛行時のバードストライク対策として強化された3分割タイプが採用されている。複座のF-2Bには前後席用が一体となったキャノピーが採用された（F-16は前後が独立している）。
その他、ステルス性向上を狙った電波吸収材 (RAM) の導入、機内燃料容量の増大（F-16Cの約3,896Lに対しF-2Aは約4,750L）を受けている。
大型化による重量増加を最小限に留めるため、翼を炭素繊維強化複合材による一体構造とする等の措置により、機体規模拡大に伴う重量増は抑えられている。F-16Cと比較すると、空虚重量で900kg程度（F-2の9,527kgに対してブロック40の空虚重量は約8,627kg）、最大離陸重量では378kg（F-2の22,100kgに対してブロック50の最大離陸重量は21,722kg）となっているが、それでも双発のF/A-18のC/D型の空虚重量（約10,400kg）に迫るものとなっている。

F-16とF-2の機体平面形
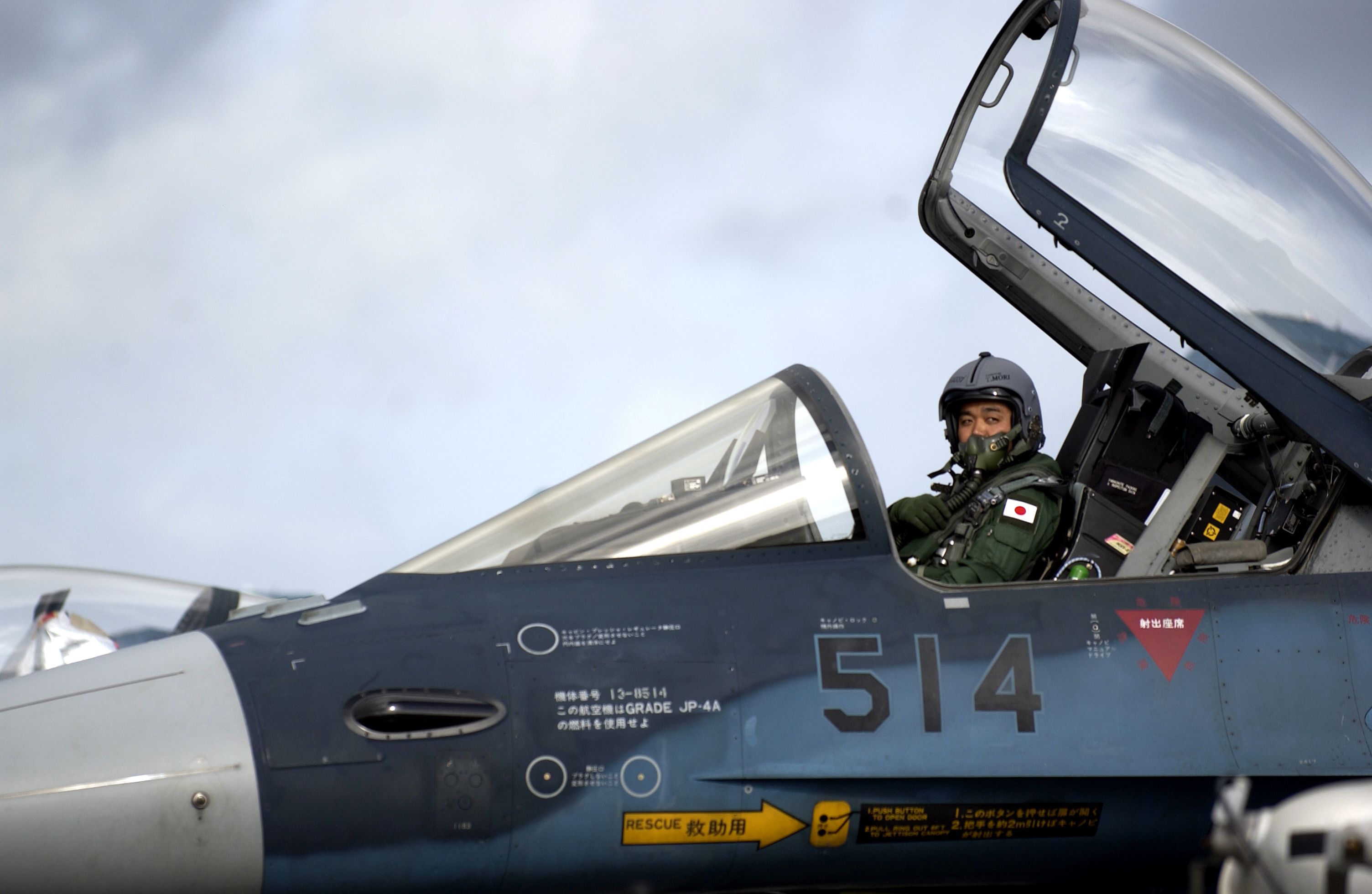
F-2Aのキャノピー
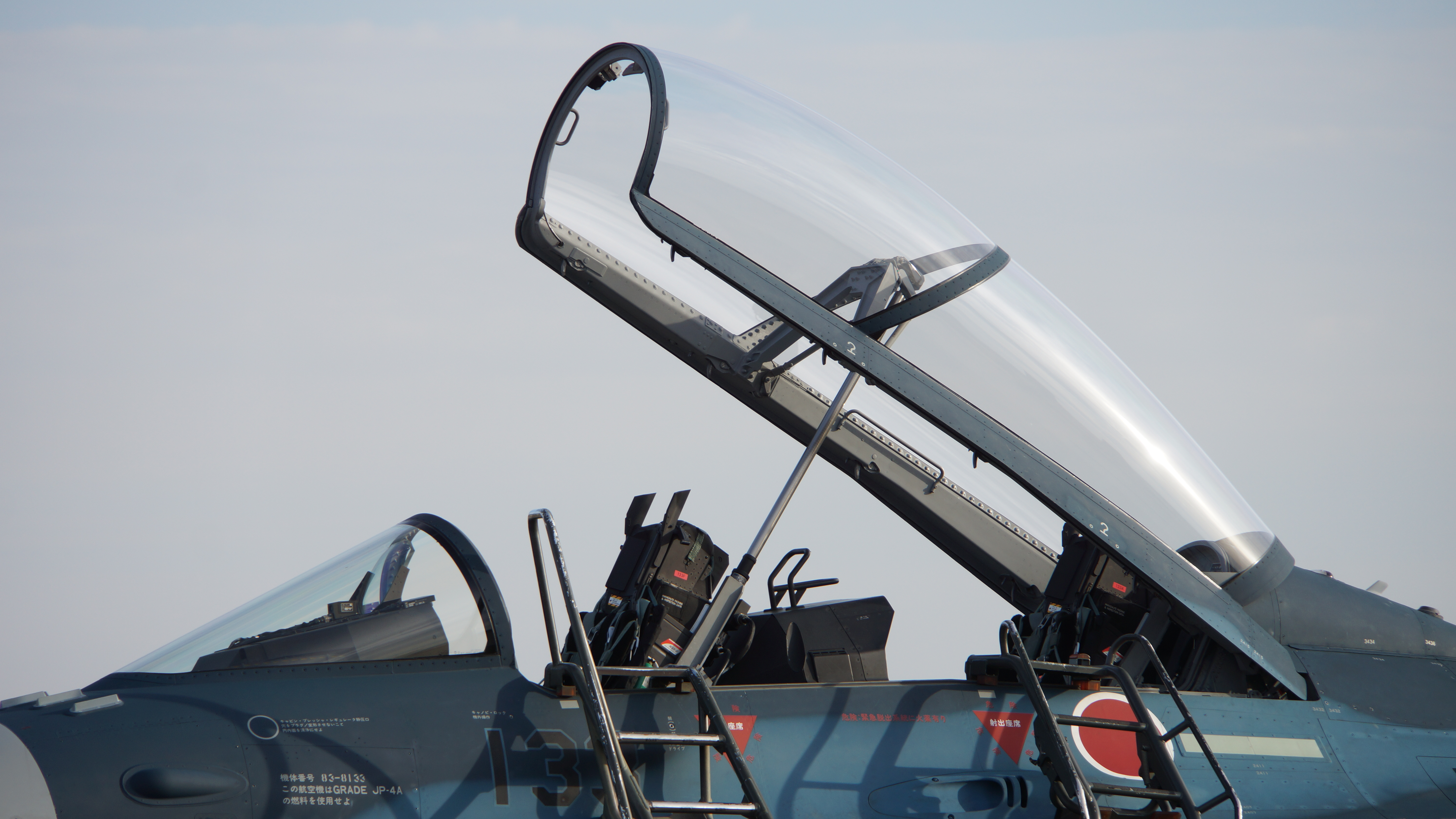
F-2Bのキャノピー
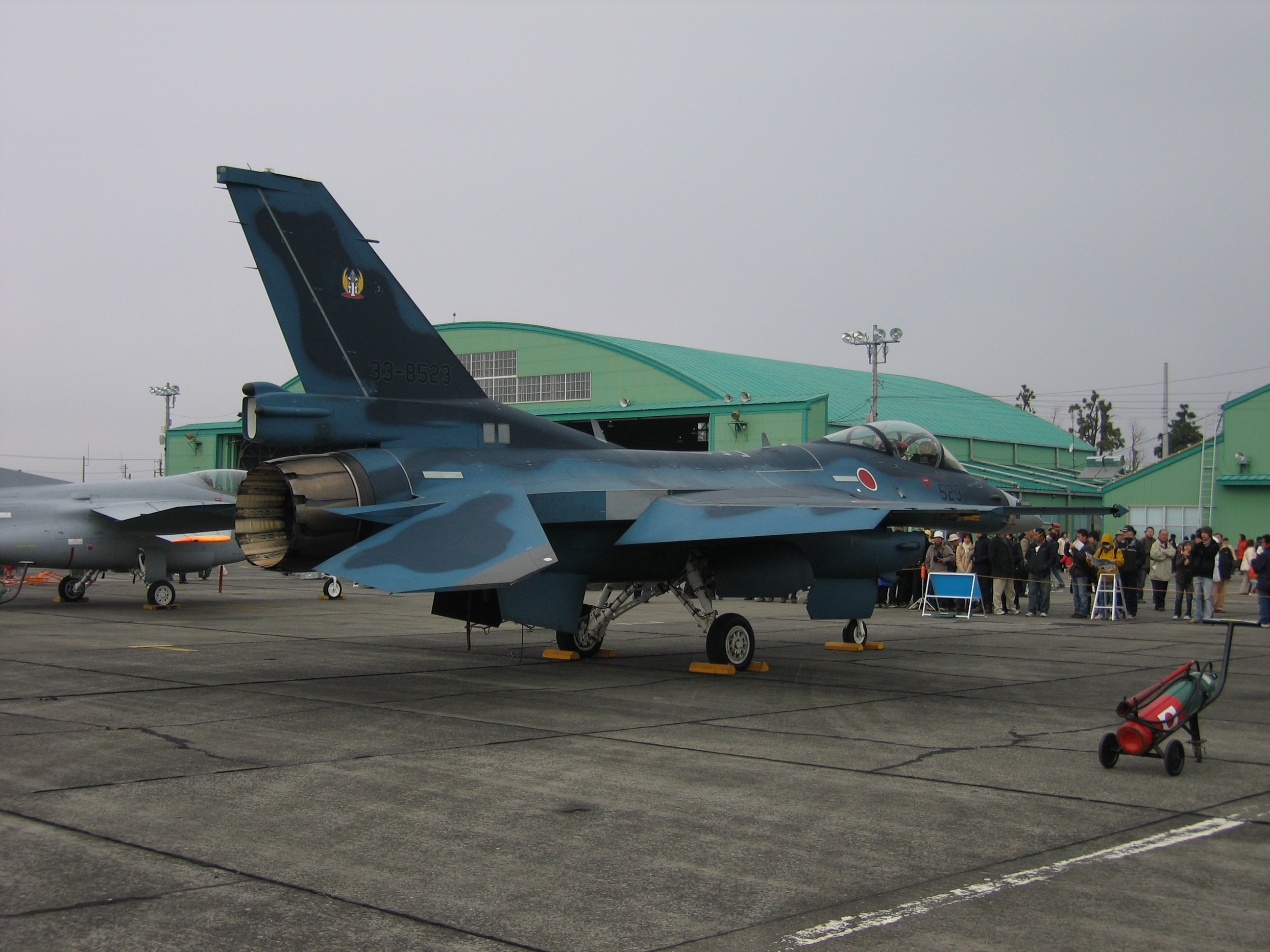
F-2Aの背面
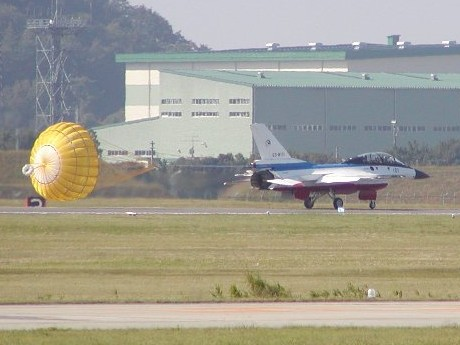
着陸滑走時にはドラッグシュートを開くこともある

### エンジン
エンジンはF110-GE-129とF100-PW-229をRFP方式で比較し、信頼性などの実績からF110-GE-129ターボファンエンジン（クリーン時約75.62kN/アフターバーナー時約131.23kN）を選定。IHIでライセンス生産して搭載している。
F-16では飛行中エンジンが停止した際に使用するEPU（非常用電源装置）の燃料に70%のヒドラジン水溶液を使用しているため、取り扱いに細心の注意が必要だったが、F-2のEPUではジェット燃料を使う物が採用され、対応機材が不用となり整備員の負担軽減に繋がっている。

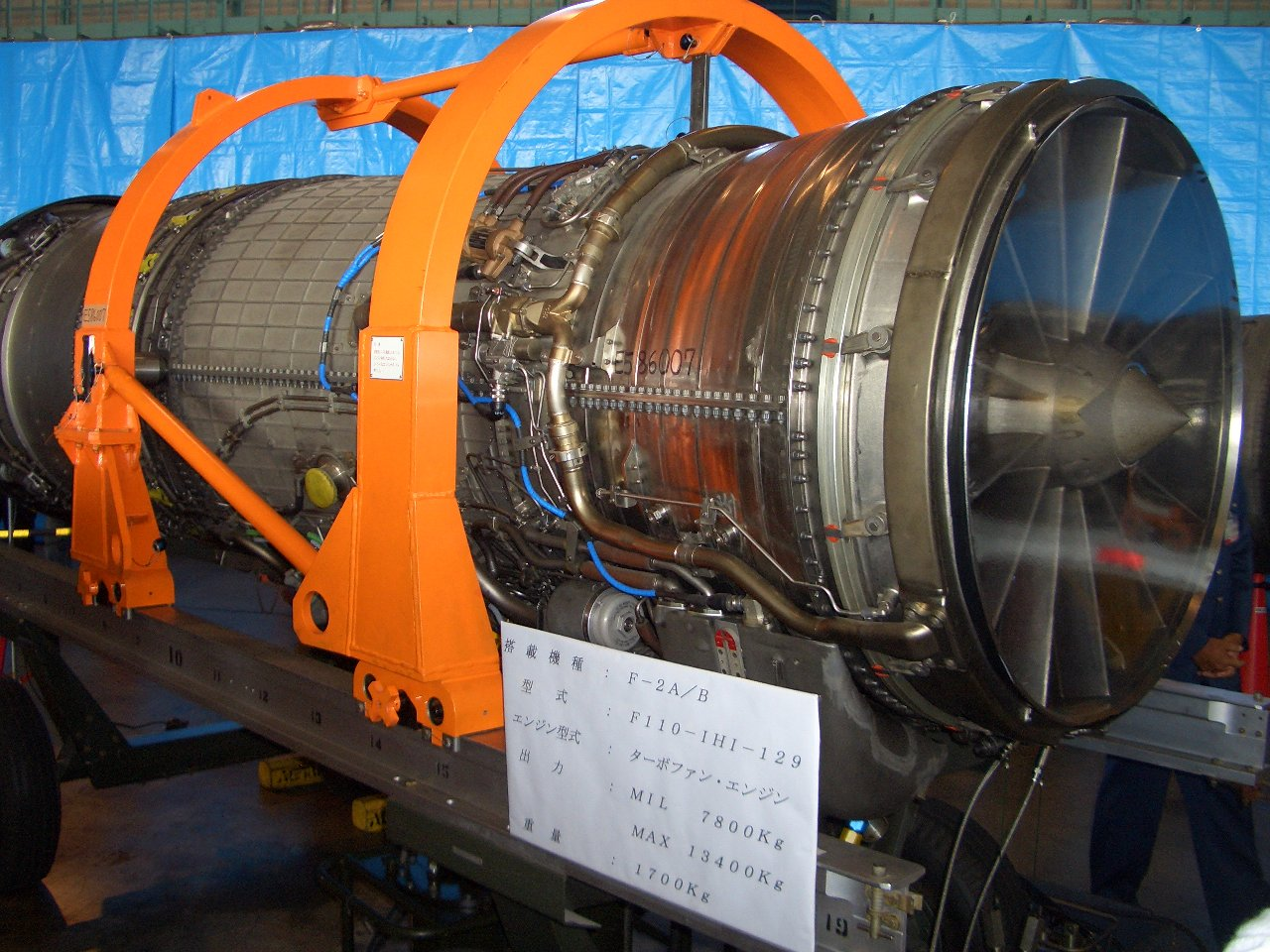
F110-IHI-129エンジン
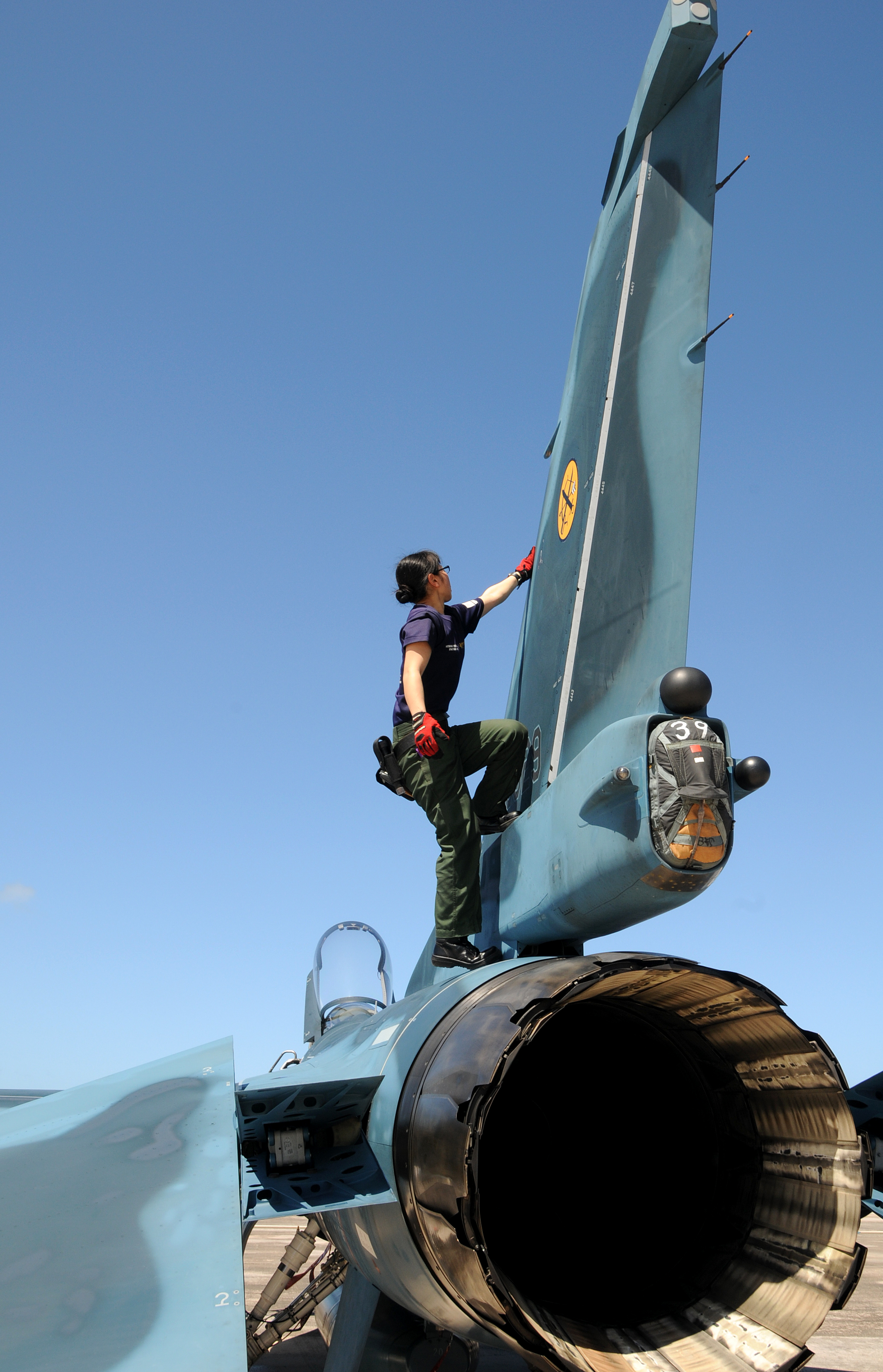
垂直尾翼
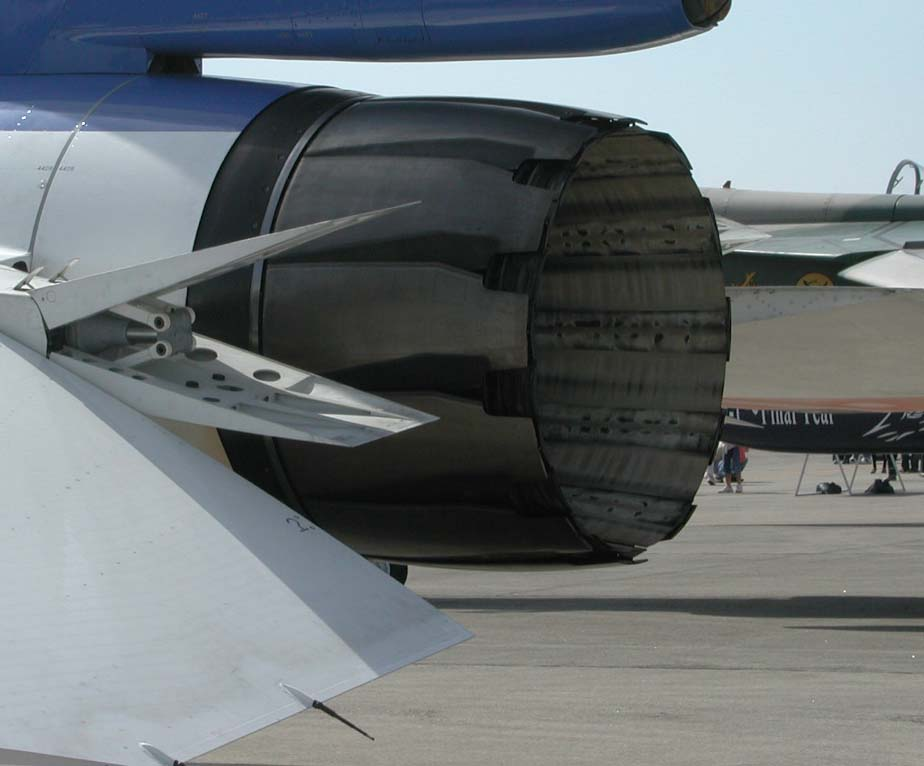
XF-2のエンジン。エアブレーキの構造も確認出来る
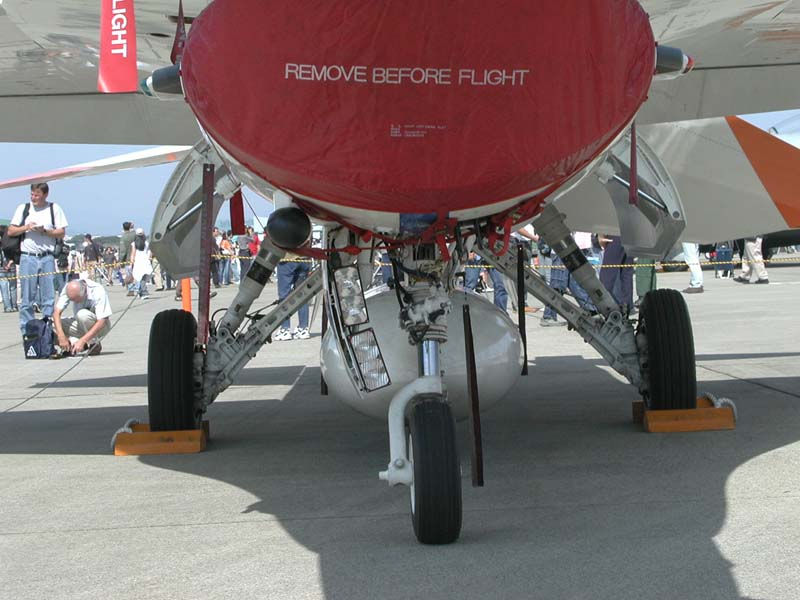
XF-2Aのエアインテーク。周りには3基のECMアンテナも見える
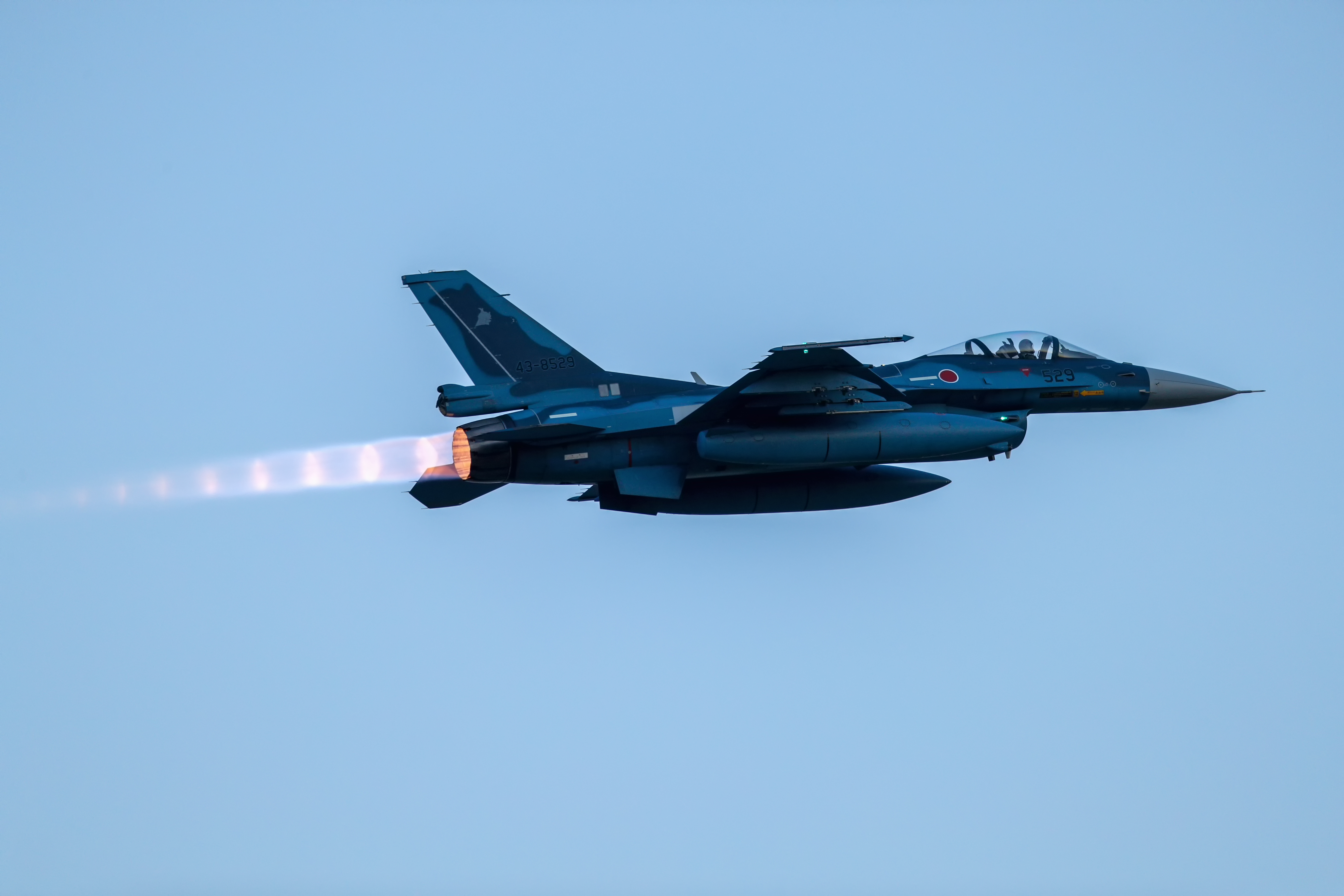
アフターバーナーを使用するF-2A

### アビオニクス
アビオニクス（航空電子機器）もF-16以降に登場した新技術を用いて改修がされており、レーダーは三菱電機が開発したJ/APG-1・AESA（アクティブ式電子走査アレイ）レーダー（Xバンド）を搭載してある。なお、このレーダーの搭載に合わせレドームが大型化され、エアインテークにも手が加えられている。
飛行制御にはF-16同様フライ・バイ・ワイヤ (FBW) を用いるが、飛行制御コンピューターのソースコードをアメリカ側が日本側に提供しなかったため、日本で独自のものを開発・使用している。なお、FS-X計画には運動性能力向上技術 (CCV) も盛り込まれており、そのため、開発当初は胴体下面にカナード翼を搭載する予定であり、カナード翼による機動データを収集するためにT-2 CCV研究機が作られた。しかし、カナード翼装備による重量・空気抵抗の増加や整備性の低下といったデメリットを考慮した結果、カナード翼の装備は見送られた。なお、CCV機能については、飛行制御コンピューターのプログラムを工夫することでカナード翼装備時と同等の機動が行えるようにした。また、飛行制御系統はF-16の四重系とは異なり、自己診断機能を採用し、F-22と同様の三重系の多重システム管理で構築している。単発エンジンということで安全対策にはF-2独自の配慮がされており、設定した高度に突入しそうになると警報音を発し、スイッチを押すと機体を自動で水平に回復させる姿勢回復モード等が組み込まれている。
F-1では自己防御用の電子機器を搭載しておらず無防備な状態で任務に就いていたが、F-2では国産技術も取り入れた統合電子戦システム (IEWS) も装備している。これはレーダー警戒装置 (ESM) 等による脅威識別・警戒機能とECM/チャフ/フレア等の脅威対抗機能を統合制御することで効率的な電子戦を行えるもので、操縦士の負担軽減にも繋がっている。F-2Bでは後席配置の関係でこのシステムが簡略化されているため、F-2Aとは機外ECMアンテナ等の配置に違いが見られる。
コクピットは表示装置が改良されており、液晶ディスプレイを用いた多機能表示装置 (MFD) が3基配置されている。また、操縦には現代戦闘機の主流であるHOTAS概念の導入によるサイドスティック式操縦桿を採用しており、操縦桿とスロットルレバーから手を離さずに各種操作が可能になった。しかしF-16同様、数mmだけ動くタイプが採用された事に加え、複雑なスイッチ類の操作パターンを習得する必要があるなど、従来型の操縦桿を持つ機体から機種転換を行う場合、操縦桿の扱いに慣れが必要だという。
射出座席はACES IIで、高度0-15,240m、速度0-600ノットEASの範囲で脱出可能。キャノピー投棄が通常だが、もしキャノピーが吹き飛ばない場合でもスルー・キャノピー方式で破って脱出できる。また、導爆線のTLX（Thin Layer Explosive）化が行われている。複座型では前席が脱出操作を行っても後席が先に射出されるシークエンス機構を備え、後席が0.3-0.4秒先に射出されるようになっている。

### 兵装
搭載ステーションとして翼端に各1箇所（空対空ミサイル用）、翼下に最大8箇所、胴体下面に1箇所の11ヵ所のハードポイントを設定している。兵装のサイズや重量の影響で実際に同時使用可能な翼下ハードポイント数は片側3-4箇所までだが、空自の要望である空対艦ミサイル4基はクリアしている。また誘導爆弾やミサイルにより翼下ハードポイントが埋まった状態でも増槽と自衛用の空対空ミサイルを搭載できるため、護衛の随伴を必要とせず柔軟な運用が可能となった。
支援戦闘機（攻撃機）として設計されているが機動性が良好で、固定武装として軽量なM61A2 20mmバルカンを1門搭載しているため、格闘戦も可能である。
後にFLIRポッド（J/AAQ-2）や照準ポッド（AN/AAQ-33）などにも対応した。

#### 運用形態
優れた搭載量と機動性によりマルチロール機として多彩な任務に対応可能となった。
航空阻止 (INT,BAI) 時
洋上の主要目標に対して直接攻撃を加える際の形態。広い領海を持つ日本においては、洋上の敵艦船を攻撃する対艦戦闘の意味合いが強い。本機の主任務である。
- ASM-2空対艦ミサイル×4、もしくはGCS-1装備型のMk.82通常爆弾×6
- 短射程空対空ミサイル×2
- 600ガロン増槽×2（主翼下兵装ステーション）

近接航空支援 (CAS) 時
友軍の脅威となる敵地上戦力等へ航空攻撃を実施し、友軍地上部隊等の作戦を支援する際の形態。
- Mk.82通常爆弾×12、もしくはJDAM (500lb) ×4
- 短射程空対空ミサイル×2
- 300ガロン増槽×1（胴体下兵装ステーション）

要撃(Intercept)もしくは戦闘空中哨戒（CAP）時
領空を侵犯し、自国の領土・領海に攻撃を加えようとする敵航空戦力の迎撃、あるいは敵戦闘機との空対空戦闘を想定した防空任務時の形態。
- 中射程空対空ミサイル×4
- 短射程空対空ミサイル×4
- 300ガロン増槽×1（胴体下兵装ステーション）

警戒待機 (Alert) 時
対艦及び対地攻撃任務に重点が置かれているが、警戒待機や災害派遣の初動対応部隊（ファスト・フォース）として偵察任務に就くこともある。
- 短射程空対空ミサイル×2
- 300ガロン増槽×1（胴体下兵装ステーション）

### カラーリング

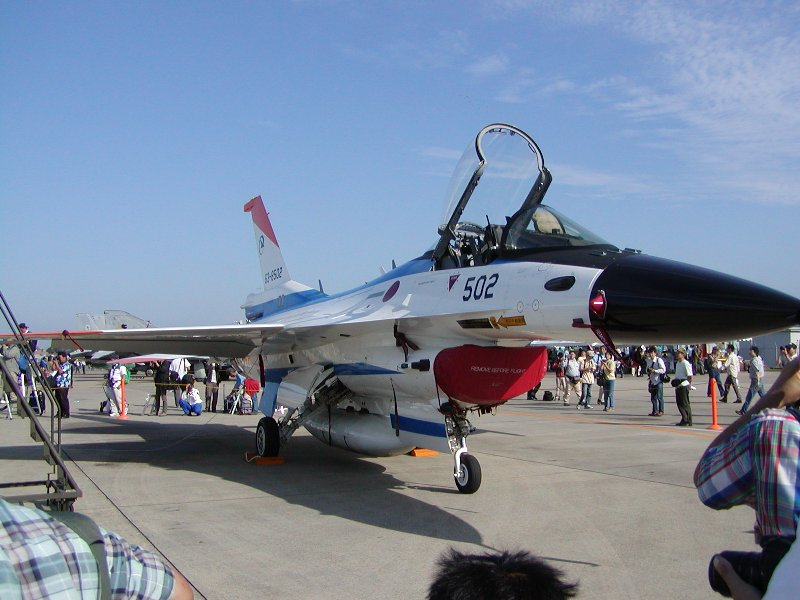
飛行開発実験団のXF-2A（#502号機）
白地ベースの塗装を施している
レドームは黒だが量産機と同じダークガルグレーの物を装備する場合もある

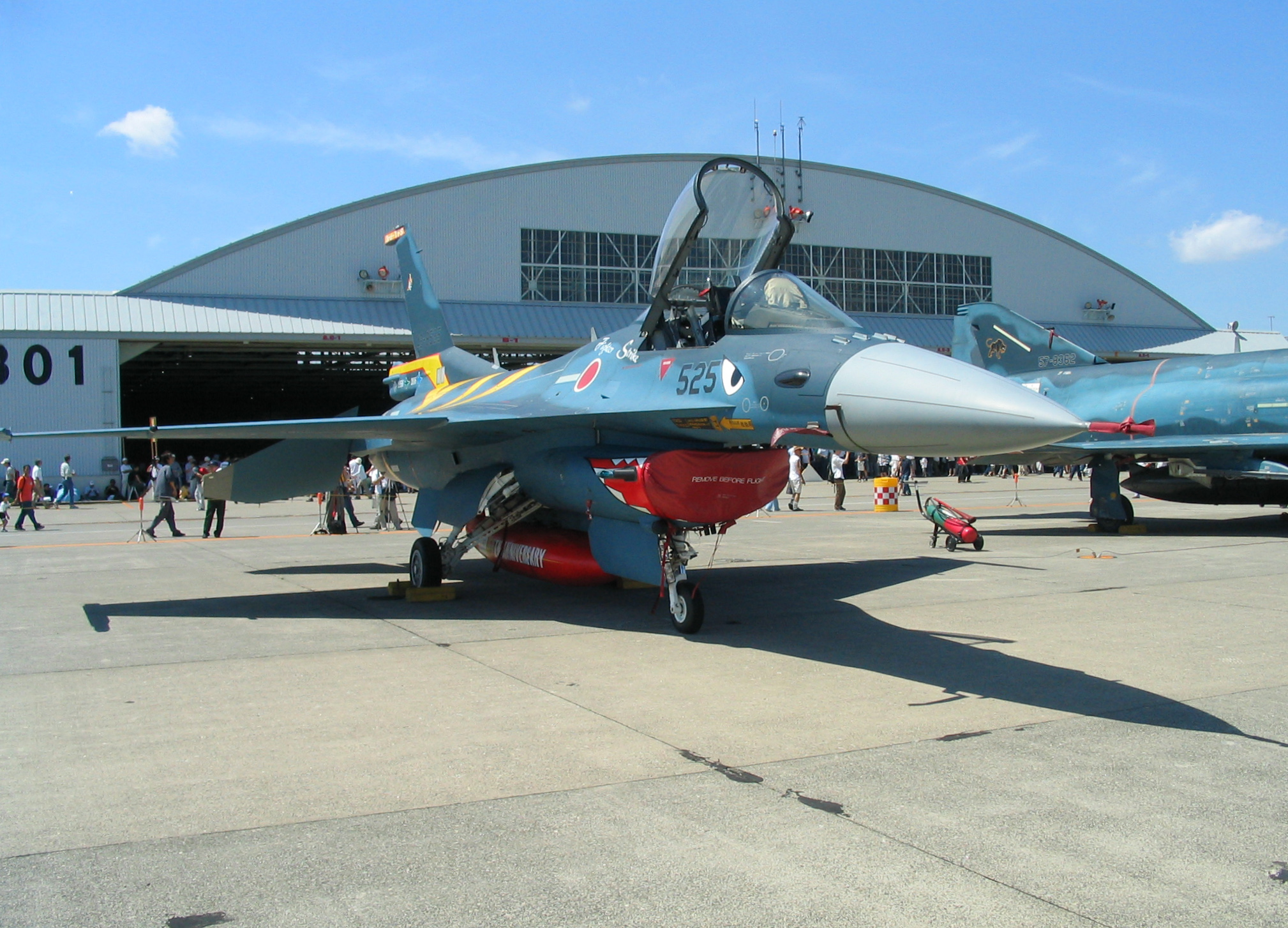
第3飛行隊開隊50周年塗装機

塗装は、量産機では「洋上迷彩」が施されている。これは同じ航空自衛隊のF-15J/DJや米空軍のF-16で採用されている灰色の濃淡を参考とし、機体上面と側面には青の濃淡の迷彩を施し、機体下面には空と交じり合う明るい青一色という配色を施す迷彩パターンである。
ロシアなどの洋上迷彩は、地上では大変目立つ色合いであることもあるが、日本で採用されている物の場合、渓谷など濃い緑色の土地にも効果があると思われる。洋上や空中では大変識別しにくいため、支援戦闘機の主任務である対艦攻撃の際にはかなりの効果を挙げると考えられている。日本以外の国では必要性が薄いことから非常に珍しい塗装でもある。量産機に対して試作型4機（XF-2A/B各2機ずつ）には、それぞれ1機ずつ異なるカラーリングの塗装が施されている。
XF-2の1号機が白地をベースに赤、2号機 (#502) が白地をベースに青と橙、3号機 (#101) は色は白地をベースに赤と青だが、スピン試験用機であるために機体の上下左右でそれぞれ異なる配色とされ、4号機 (#102) は上面が青（ただし洋上迷彩の青とは異なる）・下面が白となっており、いずれの機体も量産機に対して明るく鋭敏な印象を与えるカラーリングとなっている。

### 愛称
航空自衛隊においては1970年代以降、航空機に正式な愛称をつける習慣を持っておらず、F-2は単に「エフに」や「エフツー」と呼ばれる。しかし非公式に「バイパーゼロ (VIPER ZERO)」と呼ばれることがある。「バイパー」はF-2のベースとなったF-16の非公式の愛称で、「ゼロ」は量産機が納入された2000年から取った「ゼロ」（自衛隊装備品の制式名は制式化年の下2桁を取って「○○式」の名称が与えられるが、航空機は制式化されないため、F-2 に「〇〇式」方式の名称は与えられていない。さらに自衛隊では西暦2000年制式の装備品には「00式」（00の呼称は「マルマル」）の名称を使用している）と、本機と同じく三菱重工業の手になる零戦の「ゼロ」とを掛けたものだと言われている。ここから航空雑誌等ではF-2を指して「平成の零戦(零式艦上戦闘機）」といった呼び方もされることがある。

### 機体番号
- F-2A：単座型、62機配備

03-8503-507/509、13-8508/510-521、33-8522/523、43-8524-530、53-8531-533/535、63-8534/536-541、73-8542/543、83-8544/546、93-8545/547-554、03-8555/556/559、13-8557/558/560-564
- F-2B：複座型、32機配備

03-8103-106、23-8107-115、33-8116-124、43-8125-129、53-8130/131、73-8132、83-8133/134
- XF-2A：F-2Aの試作機・飛行試験機、2機

63-8501/502（旧番号63-0001/002）
- XF-2B：F-2Bの試作機・飛行試験機、2機

63-8101/102（旧番号63-0003/004）
防衛省（旧防衛庁）や三菱重工業等が非公式に「F-2C/D/E/F」の型番を用いることがあるが、これらの型番はF-2の能力向上計画・研究にあたり便宜的に用いられるものでしか無く、正式な型番では無い（2008年10月時点）

## 能力向上改修

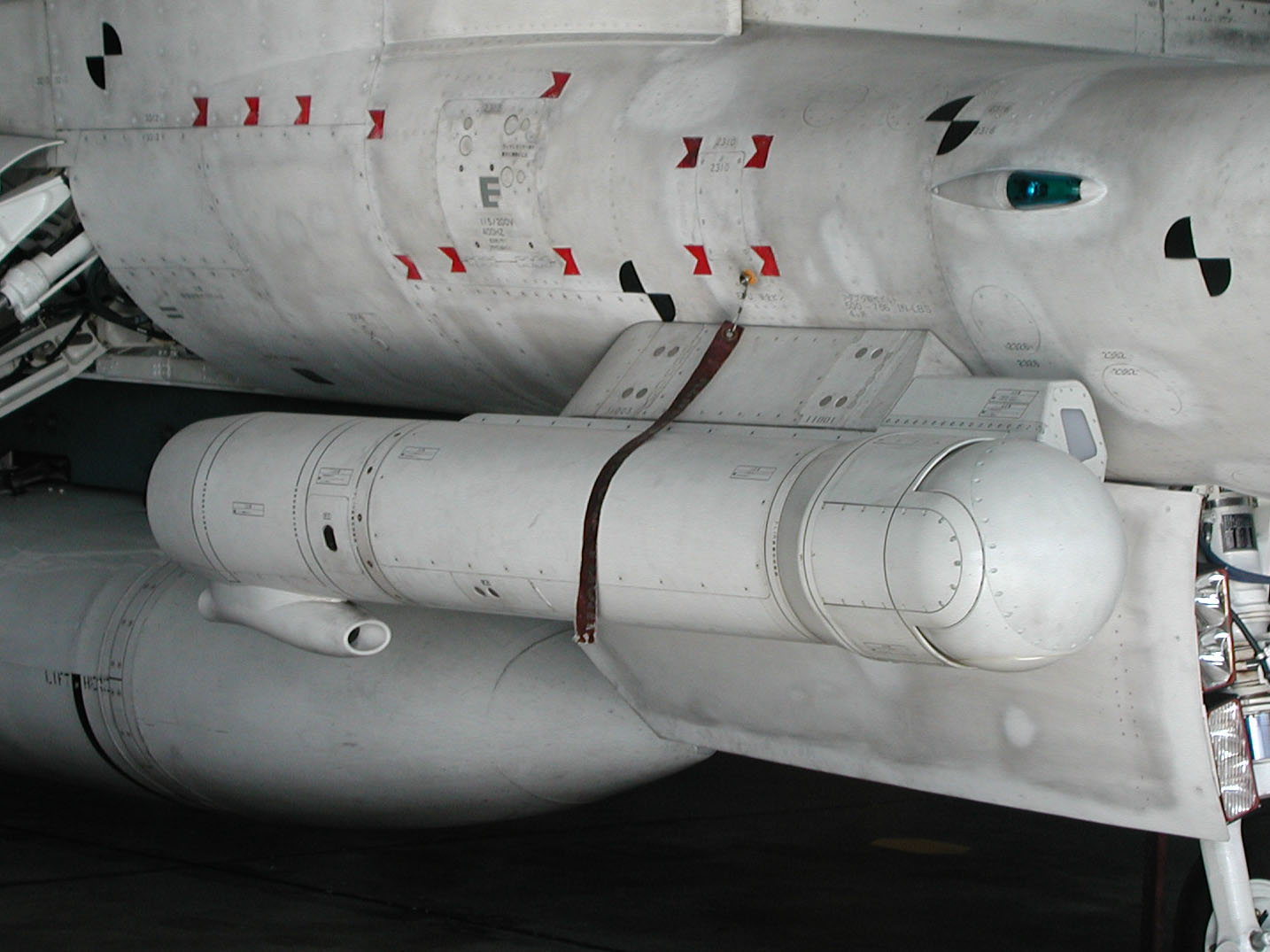
外装型赤外線前方監視装置 J/AAQ-2

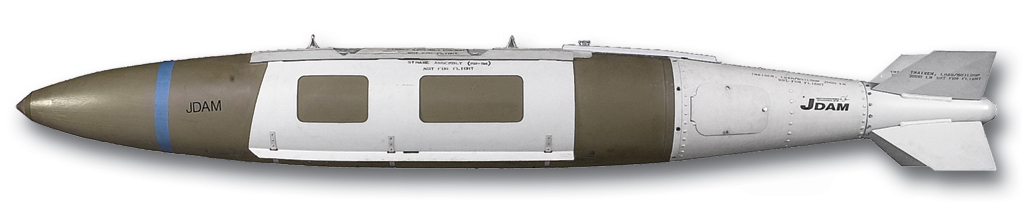
GBU-31 JDAM

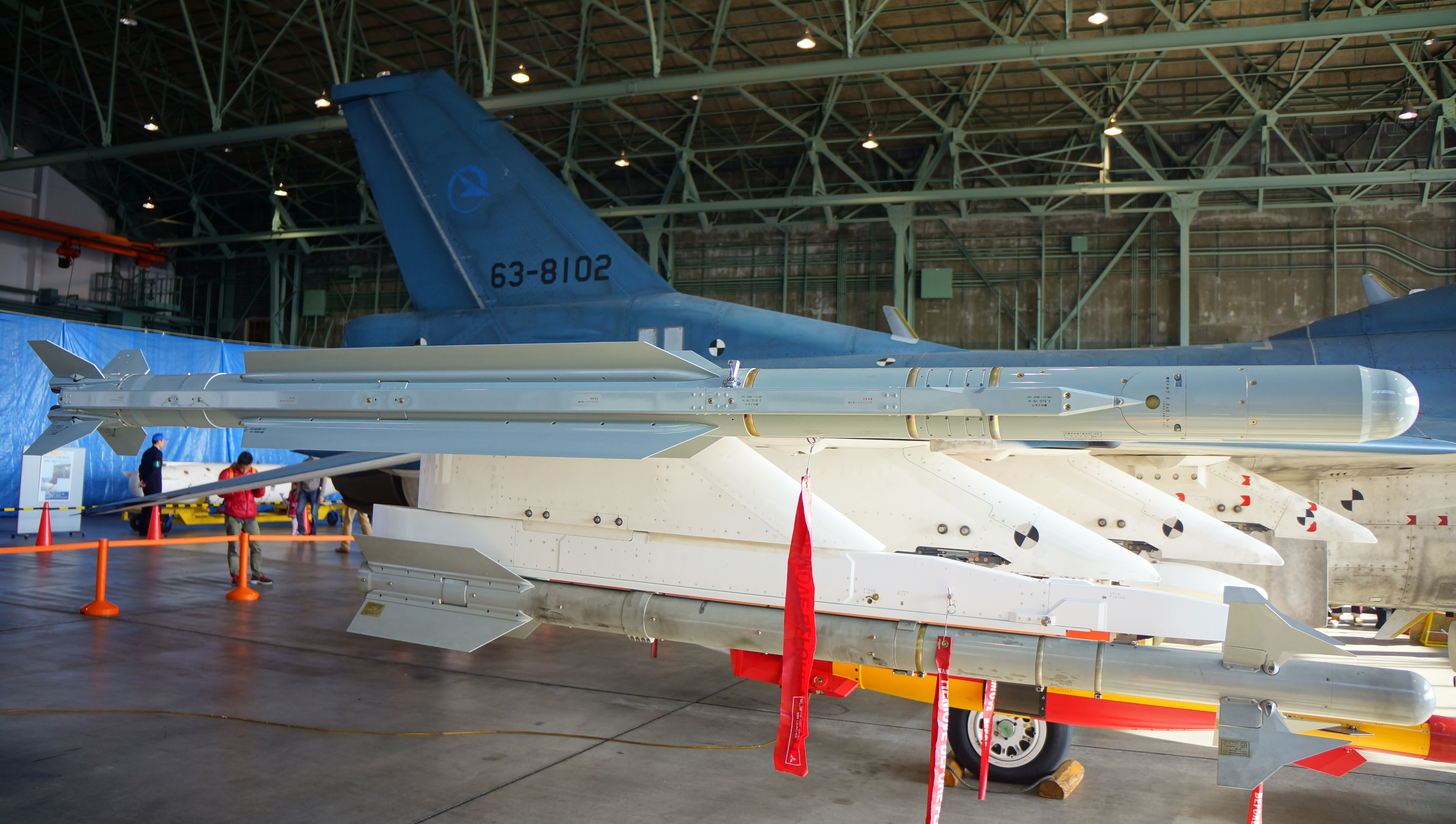
F-2に搭載されたAAM-5 04式空対空誘導弾（上）とAAM-3 90式空対空誘導弾（下）

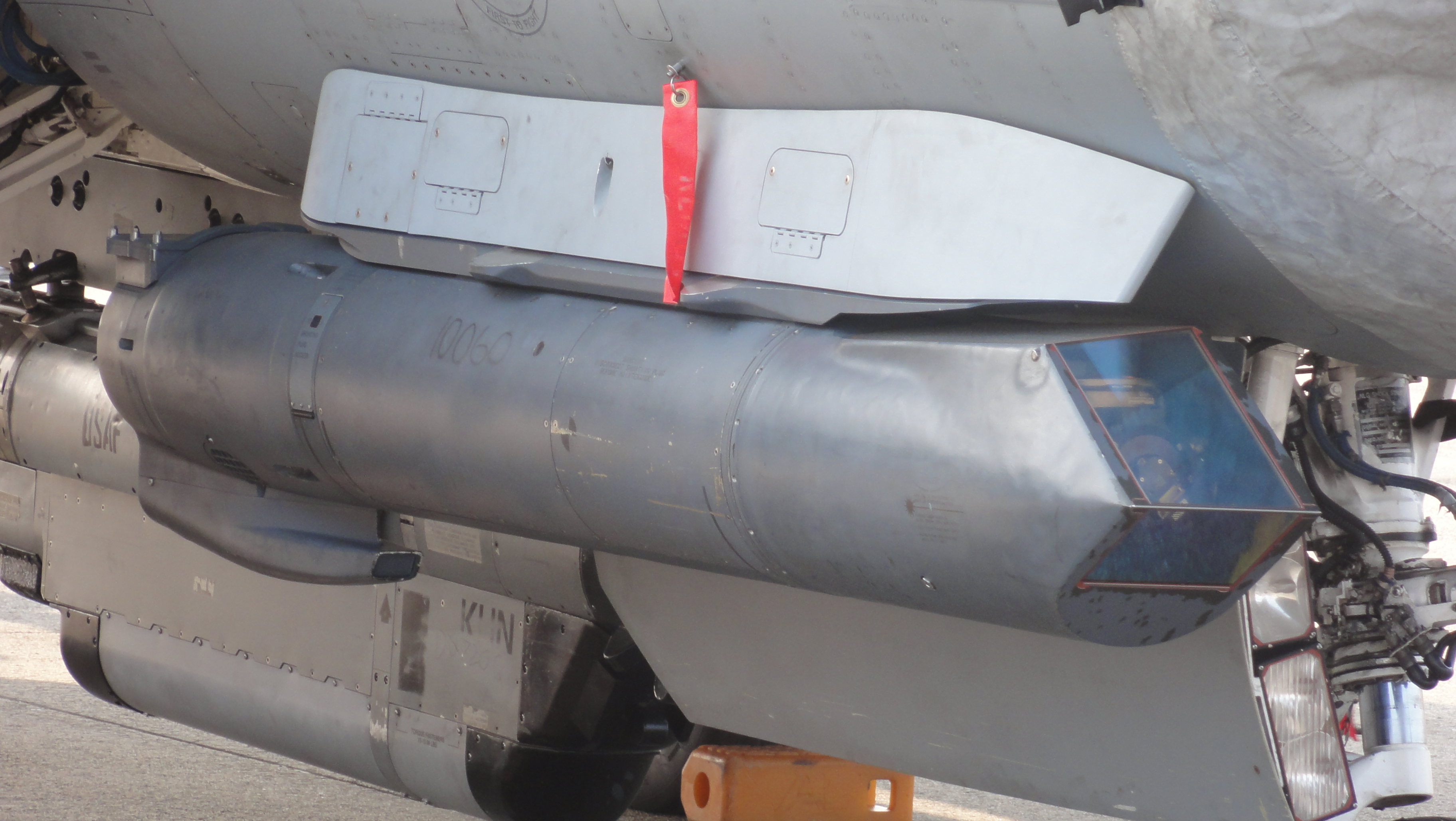
AN/AAQ-33 スナイパー先進照準ポッド

背景
F-2は国産機であるが故に、ソフトウェアなどの改良が自由かつ容易となった航空自衛隊初の戦闘機である。当初より「対艦」「対空」「対地」の複数任務をこなす多目的戦闘機として開発された本機であったが、中国・ロシアをはじめとする周辺諸国の新型軍用機の配備進行、巡航ミサイルなどの新たな脅威、離島防衛の重要性の増大などにより、さらに能力を向上させる必要性が出てきた。
こうした状況を受け、平成17年に改定された防衛大綱からは要撃機と支援戦闘機の区分が廃止され、よりマルチロールファイター（多用途戦闘攻撃機）としての能力向上を目指して、防衛省技術研究本部で対地攻撃や対空戦闘能力の向上を図るための様々な研究開発と改修が進められた。
F110エンジンへのM-DEC導入
搭載しているF110-129エンジンの電子制御装置（DEC: Digital Engine Control）が生産終了により入手困難となったことから、部品枯渇に対応するため最新のコンピューター技術を取り入れたM-DEC（Modernized－DEC）に換装する。平成22年度に20式を調達し、平成24年度に取得する予定。
J/AAQ-2搭載改修
2005年（平成17年）度発注のC-10ロット以降の18機（A型のみ、93-8547～）には、外装型赤外線前方監視装置J/AAQ-2の搭載能力が調達段階から付与されている。J/AAQ-2に対応している機体はコックピット機内照明がナイトビジョンゴーグル対応の物に変更されている。
今後、2004年（平成16年）度発注のC-9ロット以前の機体にも搭載改修が施される予定である。
JDAM搭載改修
2004年（平成16年）度発注のC-9ロット以降の23機（A型：83-8544～、B型：83-8133/134）には、JDAM（GPS誘導爆弾）搭載能力と航行精度向上のためGPS受信機が装備されている。また、2009年（平成21年）度と2010年（平成22年）度予算で「F-2へのJDAM機能の付加」名目で、2003年（平成15年）度発注のC-8ロット以前の機体にJDAM搭載能力を付与させるために47機分の部品購入予算が先行的に計上され、2011年（平成23年）度から2014年（平成26年）度予算までに合計47機の機体改修予算が計上された。
既存機へのGPS受信機の搭載は2009年度から開始され、改修は2015年度に完了した。
| 予算計上年度         | 部品調達 | 改修 | 納入 |
| -------------------- | -------- | ---- | ---- |
| 平成21年度（2009年） | 12機     | 0機  | -    |
| 平成22年度（2010年） | 35機     | 0機  | -    |
| 平成23年度（2011年） | 0機      | 12機 | -    |
| 平成24年度（2012年） | 0機      | 20機 | 11機 |
| 平成25年度（2013年） | 0機      | 11機 | 13機 |
| 平成26年度（2014年） | 0機      | 4機  | 12機 |
| 平成27年度（2015年） | 0機      | 0機  | 11機 |
| 合計                 | 47機     | 47機 | 47機 |

※上記の改修47機と製造時からJDAM機能が付加されているC-9ロット以降の23機を合わせると、JDAM搭載可能機は合計70機となる。

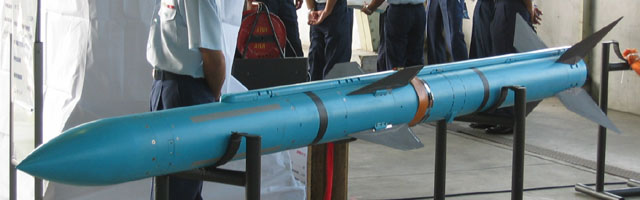
AAM-4 99式空対空誘導弾

AAM-4B搭載改修
本機の配備開始時点で既に米国やロシアは、AIM-120やR-77などのアクティブレーダー誘導方式の中射程空対空誘導弾を開発・戦力化しており、本機に、より優れた射程、追尾・撃破性能、ECCM性能、巡航ミサイル対処能力を持つAAM-4Bの運用能力を付与することで、他国の第4.5世代戦闘機に対抗し得る対空攻撃能力を付与し、航空自衛隊の空対空戦闘能力の陳腐化を防止する必要があった。そのために、2003年（平成15年）度から2009年（平成21年）度まで技術研究本部技術開発官（航空機担当）第4開発室の下で「アクティブ・電波・ホーミング・ミサイル搭載に関する研究」の名目で、AAM-4B搭載能力と、AAM-4Bの性能を十分に活かすためのJ/APG-1レーダーの探知距離の大幅な延伸と同時目標対処能力の向上の研究が進められた。
2010年（平成22年）度から2019年（令和元年）度予算までに「F-2空対空戦闘能力の向上」名目で、のべ112機分のレーダー改修用の部品購入予算、67機分の機体改修予算がそれぞれ計上された。改修作業はIRAN（定期点検修理）時に実施され、専用の指令送信装置 (J/ARG-1) などのコンポーネンツが追加される。改修されたレーダーはJ/APG-2と型番が改められる。
| 予算計上年度         | 部品調達 (延べ数) | 改修 |
| -------------------- | ----------------- | ---- |
| 平成22年度（2010年） | 4機               | 1機  |
| 平成23年度（2011年） | 36機              | 3機  |
| 平成24年度（2012年） | 0機               | 12機 |
| 平成25年度（2013年） | 0機               | 12機 |
| 平成26年度（2014年） | 30機              | 12機 |
| 平成27年度（2015年） | 9機               | 0機  |
| 平成28年度（2016年） | 12機              | 9機  |
| 平成29年度（2017年） | 9機               | 16機 |
| 平成30年度（2018年） | 5機               | 2機  |
| 平成31年度（2019年） | 7機               | 0機  |
| 合計                 | 112機             | 67機 |

AAM-5搭載改修
2010年（平成22年）度よりAAM-5搭載用ランチャー及び制御ソフトの開発を開始。飛行開発実験団にて搭載時の技術資料を取得。
空中給油認証のための機体改修
F-2支援戦闘機は開発母体となったF-16戦闘機の空中給油装置を継承しているが、機体の大きさが原型のF-16戦闘機から変更されているため再度試験を行う必要がある。空自が運用するKC-767に関しては既に2008年2月 - 2009年2月にかけて行われた実用試験の一環として適合性確認試験を実施済みであるが、在日米軍が運用するKC-135等では適合性確認はなされておらず、在日米軍との共同作戦に参加できない恐れがあるため、試験を実施し改修を行う。納期は2017年2月。KC-135とはその後適合性が認められ、2019年のレッドフラッグ・アラスカ参加の際はKC-135から空中給油を受けている。
F-2の次世代IFFへの適合化改修
敵味方識別装置(IFF)を改修し、IFFモード5に対応するもの。納期は2017年2月。
自衛隊デジタル通信システム（JDCS(F)）搭載改修
自衛隊デジタル通信システム（JDCS(F)）は戦闘機間や自動警戒管制システム (JADGE) とのデータリンクを実現するもので、機体の残余容積やデータ処理能力の不足への対応なしに搭載することの困難なTADIL J（リンク 16）端末の半分の経費で搭載可能である。
| 予算計上年度         | 部品調達 | 改修 |
| -------------------- | -------- | ---- |
| 平成27年度（2015年） | -        | 2機  |
| 平成28年度（2016年） | -        | 4機  |
| 平成29年度（2017年） | -        | 12機 |
| 平成30年度（2018年） | -        | 2機  |
| 平成31年度（2019年） | -        | 0機  |
| 合計                 | -        | 20機 |

LJDAM・スナイパーXR対応改修
2013年8月には、LJDAM運用のためのF-2への搭載を検討するターゲティングポッドとして、ライトニングとの比較検討の上で、AN/AAQ-33 スナイパーが選定され、2014年（平成26年）度予算で1機の試改修予算が計上された。
2015年8月10日、ロッキード・マーティンは三菱重工を通して航空自衛隊のF-2戦闘機へのスナイパー先進照準ポッドのインテグレートを受注したと発表した。
また、2012年（平成24年）度から2018年（平成30年）度まで「F-2支援戦闘能力の向上のための開発」を行い、コックピットにLJDAM投下時の地上の味方誘導要員のセーフティーゾーンの表示ができるシステムの開発やミッションコンピューター等の能力向上を実施する。新しいミッションコンピューターを搭載した機体は、2020年代初頭に部隊配備される見込みとされ、後述の能力向上改修に含まれた。
対地・対艦能力の向上及びネットワーク機能の能力向上改修
新空対艦誘導弾 (ASM-3)はパッシブレーダーホーミングにより対レーダーミサイルとしての運用できる可能性も指摘されていたが、高性能化する中国海軍艦艇に対する射程の短さから実戦配備はされず、射程延伸型のASM-3（改）の開発が2020年度から2025年度まで行われる。
「戦闘機（F-2）の能力向上改修」として、AMC（Advanced Mission Computers）、ASM-3、ターゲティングポッド、LJDAMの搭載改修と、ネットワーク機能の向上を図るためTADIL J（リンク 16）に対応する改修を行う。これにより前述のJDCS(F)搭載機と異なり直接リンク16のネットワークに参加することができ、F-15J近代化改修機やE-767早期警戒管制機、海上自衛隊のリンク16搭載艦艇とのデータのやり取りがJADGEを経由せずに可能となる。2023年度予算では戦闘機(F-2)の能力向上改修にて12式地対艦誘導弾能力向上型（空発型）にも対応することとされた。
| 予算計上年度      | 部品調達 | 改修 |
| ----------------- | -------- | ---- |
| 令和2年度(2020年) | -        | 2機  |
| 令和3年度(2021年) | -        | 2機  |
| 令和4年度(2022年) | -        | 2機  |
| 令和5年度(2023年) | -        | 9機  |
| 令和6年度(2024年) | -        | 8機  |
| 令和7年度(2025年) | -        | 8機  |
| 合計              | -        | 31機 |

3次元高精度方探システムの研究
3次元高精度方探システムは、ESMアンテナを主翼にあるものに加え、垂直尾翼にも追加し、時間差方探方式を導入することにより、水平方向の方位だけでなく、垂直方向の方位（3次元）も算出可能としたものである。これにより、精度の高い対ステルス機システムを構築する。また、僚機間をデータリンクで繋ぐことにより、測量を行い電波を発することなく攻撃が可能となる。

## 計画のみに終わった派生型

### 要撃型
当初F-2にはいくつかの改良・発展型の計画があり、その中の一つに要撃型の開発計画が存在し、F-4の後継として最有力とされていた。しかし、中期防衛整備計画で調達が打ち切られたため実現することはなかった。F-4の後継はF-35Aが選定された。

### F-2 Super Kai（F-2スーパー改）
F-2の開発に協力したアメリカのロッキード・マーティン社は2004年（平成16年）に横浜市で開催された『国際航空宇宙展ジャパンエアロスペース2004』にて、F-2Bをベースとした能力向上プランを提示した。ロッキード・マーティン社はこの機体をF-2 Super Kai（F-2 スーパー改）と称していた。
プランとしては以下のものが提示された。
- ターゲティング能力の拡張を見込んだAESAレーダーへの換装[注釈 23]。
- JTIDSまたはMIDS端末搭載によるリンク16/TADIL-Jへの対応。
- 兵装システム士官 (WSO) 専用化された後席の追加。
- AIM-120 AMRAAMの運用能力。
- AIM-9X サイドワインダーの運用能力。
- AGM-154 JSOWの運用能力。
- AGM-88 HARMの運用能力。
- 誘導型クラスター爆弾（WCMD:風向修正弾薬ディスペンサ）の運用能力[注釈 24]。
- JDAM及びLJDAMなどの誘導爆弾の運用能力。
- JHMCSへの対応。
- スナイパーXRの運用能力。
- 偵察ポッドの運用能力。
- コンフォーマル・フューエル・タンクへの対応[注釈 25]。
- 主翼下ハードポイントの4箇所すべてに武装を搭載し使用可能とする[注釈 26]。
- F110-GE-132エンジンへの換装。

今のところ防衛省がこのプランを採用する予定は無く、また、ロッキード・マーティン社も続報は発表していない。ただし、上記のプランのうち幾つかは前述の能力向上改修により能力を獲得しており、例えばAIM-120、AIM-9Xは国産のAAM-4・AAM-5の運用能力を付加することで代替、誘導爆弾についてもJDAMの運用能力が付加されている。

## 後継機
2030年代に退役が始まるF-2の後継機として将来戦闘機計画が進められている。2018年12月18日に30大綱と31中期防が策定され、中期防に「将来戦闘機について、戦闘機（F-2）の退役時期までに、将来のネットワーク化した戦闘の中核となる役割を果たすことが可能な戦闘機を取得する。そのために必要な研究を推進するとともに、国際協力を視野に、我が国主導の開発に早期に着手する。」と明記され、国際協力の可能性も含めた日本主導の後継機の開発が決定した。
2019年3月3日の日本経済新聞によると、2020年夏までに後継機の要求性能や協力国を決定し、2021年度に開発着手し、2030年度頃に初飛行、2035年度末（2036年3月末）の部隊配備を目指すとされている。
令和2年（2020年）度防衛予算で初めて開発予算が計上される見込みであることから、2019年（令和元年）12月に公表された「我が国の防衛と予算 令和2年度予算の概要（案）」からは次期戦闘機の名で呼称されている。
2022年12月、日本とイギリス、イタリアの3か国が次期戦闘機を共同開発すると発表。日本はF-2の後継機として次期戦闘機FXの2035年ごろの自衛隊への配備をめざし、イギリスも同時期に「ユーロファイター」の後継機「テンペスト」の導入に向けイタリアと共同開発を計画していたところを「グローバル戦闘航空プログラム」に双方の開発計画を一体化させた。

## 仕様
出典: 青木 2011世界の名機シリーズ F-2
諸元
- 乗員: 1名 (F-2A) /2名 (F-2B)
- ペイロード: 8,085kg
- 全長: 15.52m（※公式サイトでは１5.5m）
- 全高: 4.96m（※公式サイトでは5.0m）
- 翼幅: 11.13m（両主翼端ランチャー含む）/10.80m（含まず）
- 翼面積: 34.84m2
- 空虚重量: 9,527kg
- 最大離陸重量: 22,100kg
- 動力: IHI/GE F110-IHI-129 ターボファンエンジン
  - ドライ推力: 75.62kN （7,710kg） × 1
  - アフターバーナー使用時推力: 131.23kN （13,380kg） × 1
- 有効搭載重量： 4,022kg
- 機外最大搭載重量： 6,339kg
- 機内燃料容量： 4,750L
- 機体寿命: 6,000飛行時間以上
- 設計荷重制限（飛行設計総重量時）: +9.0G/-3.0G

性能
- 最大速度: マッハ約2.0(※公式サイト）
- フェリー飛行時航続距離: 4,000km
- 戦闘行動半径: 450海里（830㎞,ASM-2×4, AAM-3×2, 600gl増槽×2）

武装
- 固定武装: M61A2 20mmバルカン砲×1[66]
- ロケット弾: 

  - J/LAU-3ロケット弾ポッド：70mmロケット弾19発搭載
  - LR-4ロケット弾ポッド：127mmロケット弾4発搭載
- ミサイル: 

  - 短射程空対空ミサイル
    - AIM-9L
    - 90式空対空誘導弾 (AAM-3)

  - 中射程空対空ミサイル
    - AIM-7F/M
    - 99式空対空誘導弾 (AAM-4)

  - 空対艦ミサイル
    - 80式空対艦誘導弾 (ASM-1)：アクティブ・レーダー誘導方式
    - 93式空対艦誘導弾 (ASM-2)：画像赤外線誘導方式
- 爆弾: 

  - Mk.82 500lb通常爆弾：無誘導
  - 91式爆弾用誘導装置 (GCS-1)装備型Mk.82 500lb誘導爆弾：赤外線誘導方式
  - CBU-87/B クラスター爆弾：無誘導、「クラスター弾に関する条約（オスロ条約）」により廃棄処分済み。
  - JDAM 500lb誘導爆弾：GPS及び慣性誘導方式
- アビオニクス: 

  - J/APG-1またはJ/APG-2 火器管制レーダー
  - AN/APX-113(V) 先進敵味方識別装置
  - J/ASW-20 データリンク装置
  - J/ARC-26 無線機
  - J/ARC-701 VHF/UHF通信装置
  - J/ASQ-2 統合電子戦システム